# Hamburgische Bürgerschaft
Die Bürgerschaft der Freien und Hansestadt Hamburg, kurz Hamburgische Bürgerschaft, ist gemäß Artikel 6 Absatz 1 Verfassung der Freien und Hansestadt Hamburg vom 6. Juni 1952 (Kurz: HV) das Landesparlament der Freien und Hansestadt Hamburg und damit eines ihrer drei Verfassungsorgane. Als eines von 16 Landesparlamenten der Bundesrepublik Deutschland nimmt die Bürgerschaft in Hamburg, das zugleich Stadtstaat und Einheitsgemeinde ist, auch kommunalpolitische Aufgaben wahr.

## Geschichte
Die Bürgerschaft als parlamentarisches Gremium wurde erstmals 1859 gewählt. Der Senat, bis dahin autonome Institution, wurde ab 1860 verfassungsrechtlich von den Bürgerschaftsabgeordneten abhängig. Die Wahl zur Bürgerschaft blieb bis 1918 trotz mehrfacher Verfassungsänderungen ein Klassenwahlrecht. Nach der Novemberrevolution wurden erstmals in freien, geheimen und vor allem gleichen Wahlen die Mandate der Bürgerschaft bestimmt und der Institution die volle Souveränität zugesprochen. Nach der Machtübernahme der Nationalsozialisten wurde im Herbst 1933 das Hamburger Parlament durch den Reichsstatthalter Karl Kaufmann aufgelöst. Erst im Februar 1946 konstituierte sich eine durch die britische Besatzungsmacht eingesetzte Bürgerschaft neu. Im Herbst desselben Jahres wurde dann für eine Wahlperiode von drei Jahren die erste demokratische Bürgerschaft nach der NS-Zeit anhand des Mehrheitswahlrechts gewählt. Ab der Wahl 1949 wurde die Wahlperiode auf vier Jahre verlängert und eine Kombination aus Mehrheits- und Verhältniswahlrecht eingeführt. Die 1957 gewählte Bürgerschaft wurde dann nach einem reinen Verhältniswahlrecht bestimmt. Sie besteht seit 1991 aus 121 Abgeordneten. Im Gegensatz zu anderen Landesparlamenten erfolgte die Ausübung der Abgeordnetentätigkeit bis zur Bürgerschaftswahl 1997 als Ehrenamt. Dennoch wird die Bürgerschaft noch gelegentlich als Feierabendparlament bezeichnet, da das Bürgerschaftsmandat seitdem als nebenamtliche Tätigkeit gilt, die die Ausübung eines anderen Berufes nicht ausschließt.
Im Mittelalter wurde der Begriff der Bürgerschaft auch verwendet, aber dieser als Gesamtheit aller Bürger (männliche Einwohner mit Bürgerrechten) verstanden. Daraus bildete sich ab dem 15. Jahrhundert die Erbgesessene Bürgerschaft, ein Gremium, das neben dem Rat die Geschicke der Stadt lenken sollte.

### Ursprünge (ab 1410)

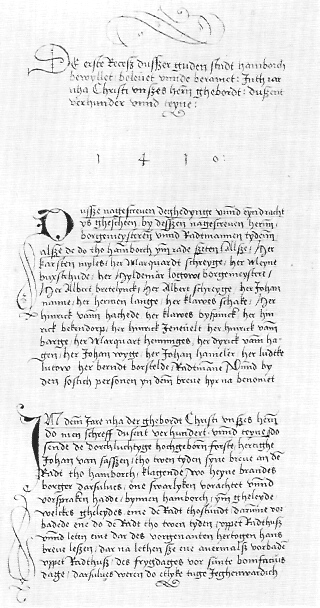
Der Erste Rezess 1410

Die Bürgerschaft der Stadtrepublik Hamburg hat eine lange Geschichte. Im Mittelalter waren mit Bürgern ursprünglich alle männlichen Hamburger Bewohner gemeint, die das Hamburger Bürgerrecht besaßen.
War der Rat der Stadt ursprünglich Vertreter der Bürger (meist Kaufleute) gegenüber dem Landesherren sowie Inhaber der tatsächlichen Gewalt, wandelte sich das Selbstverständnis des Rates zu einer Obrigkeit von Gottes Gnaden, mit Ratsherrn auf Lebenszeit. Bei Tod eines Ratsmitgliedes wählten im späten Mittelalter die restlichen Ratsmitglieder das neue Mitglied. Da sich der Rat also zunehmend von den Bürgern abgrenzte, entstand innerhalb der Bürgerschaft das Bedürfnis, den Rat zu kontrollieren. So sind schon im 13. Jahrhundert sogenannte Wittigesten, die Weisesten, als gewählte Vertreter der Bürgerschaft an der Stadtverwaltung beteiligt. Dass der Rat sich aus sich selbst immer wieder vervollständigte, blieb bis 1859.
Erstmals wurden ihre Rechte 1410 im sogenannten „Ersten Rezess“, einem Vergleich zwischen dem Rat (Regierung) und den volljährigen Bürgern der Stadt, festgeschrieben. Vorausgegangen war ein Protest von 60 Bürgern, die von einer Bürgerversammlung gewählt wurden, um gegen eine Entscheidung des Rates zu protestieren. Ausgelöst wurde dieser Protest, weil der Rat den Bürger Hein Brandt (zeitgenössische Namensform: Heyne Brandes) auf Wunsch des in der Stadt weilenden Herzogs Johannes von Sachsen-Lauenburg, 1401–1411 Mitregent Erichs IV., ohne Verhör und ohne Urteil ins Gefängnis werfen ließ. Johannes hatte überfällige Schulden bei Brandt und fühlte sich von dessen vorgebrachten Zahlungsverlangen belästigt. Neben dem erfolgreichen Protest wurden zudem grundlegende Verfassungsgarantien erkämpft. Das persönliche Recht auf Festnahme nur mit Urteil (außer wenn der Täter auf frischer Tat ertappt wurde) wurde direkt aufgrund der Ereignisse aufgenommen. Zudem wurde festgesetzt, dass in schwerwiegenden Fällen wie Krieg, Verträgen mit auswärtigen Mächten oder in Fragen der Steuerhöhe die Gesamtheit der Bürger (Bürgerschaft) nach dem Rezess mit zu entscheiden hatte. Diese Bürgerversammlung wurde in diesen Fällen zusammengerufen und tagte als Vollversammlung vor dem Rathaus. Bei einer gesamten Einwohnerschaft von etwa 10.000 Menschen (im Jahr 1350) war das unproblematisch, zumal nicht alle Bewohner das Bürgerrecht hatten. Aus diesen Versammlungen entwickelte sich die „Erbgesessene Bürgerschaft“, eine Versammlung, deren Mitglieder Grundbesitz in der Stadt haben mussten. Es folgten weitere Rezesse, die Regelungen der Zuständigkeit zwischen Bürgerschaft und Rat aufnahmen.
Gegen Ende des 17. Jahrhunderts nahm der Unmut der Bürgerschaft über das Gebaren des Rates wieder zu. Hauptvorwürfe waren Vetternwirtschaft und schleichende Beschneidung der Bürgerrechte. 1684 wurde Bürgermeister Hinrich Meurer verhaftet, weil er sich für den suspendierten Ratsherrn Nicolaus Krull beim Kaiser eingesetzt hatte. Meurer floh ins braunschweig-lüneburgische Teilfürstentum Lüneburg der Welfen mit Hauptstadt Celle und die Sprecher der Bürgerschaft Hieronymus Snitger und Cord Jastram regierten von da ab zwei Jahre de facto die Stadt. Als sie den dänischen König Christian V. um Beistand gegen die cellische Bedrohung ersuchten, verlangte dieser eine hohe Kontribution, die Übergabe der Stadtschlüssel und Duldung einer dänischen Besatzung. Dadurch schlug die Stimmung in der Stadt über Nacht zugunsten eines Bündnisses mit Lüneburg-Celle um, und mit deren Hilfe wurde der Angriff der Dänen am 26. August 1686 abgewehrt. Snitger und Jastram wurden anschließend verhaftet und hingerichtet. Meurer kehrte am 10. November auf den Bürgermeistersessel zurück. Die innenpolitische Krise wurde aber erst 13 Jahre später durch einen Rezess endgültig beigelegt. Seitdem war der Rat von der Bürgerschaft abhängig.

### Bürgerliche Kollegien

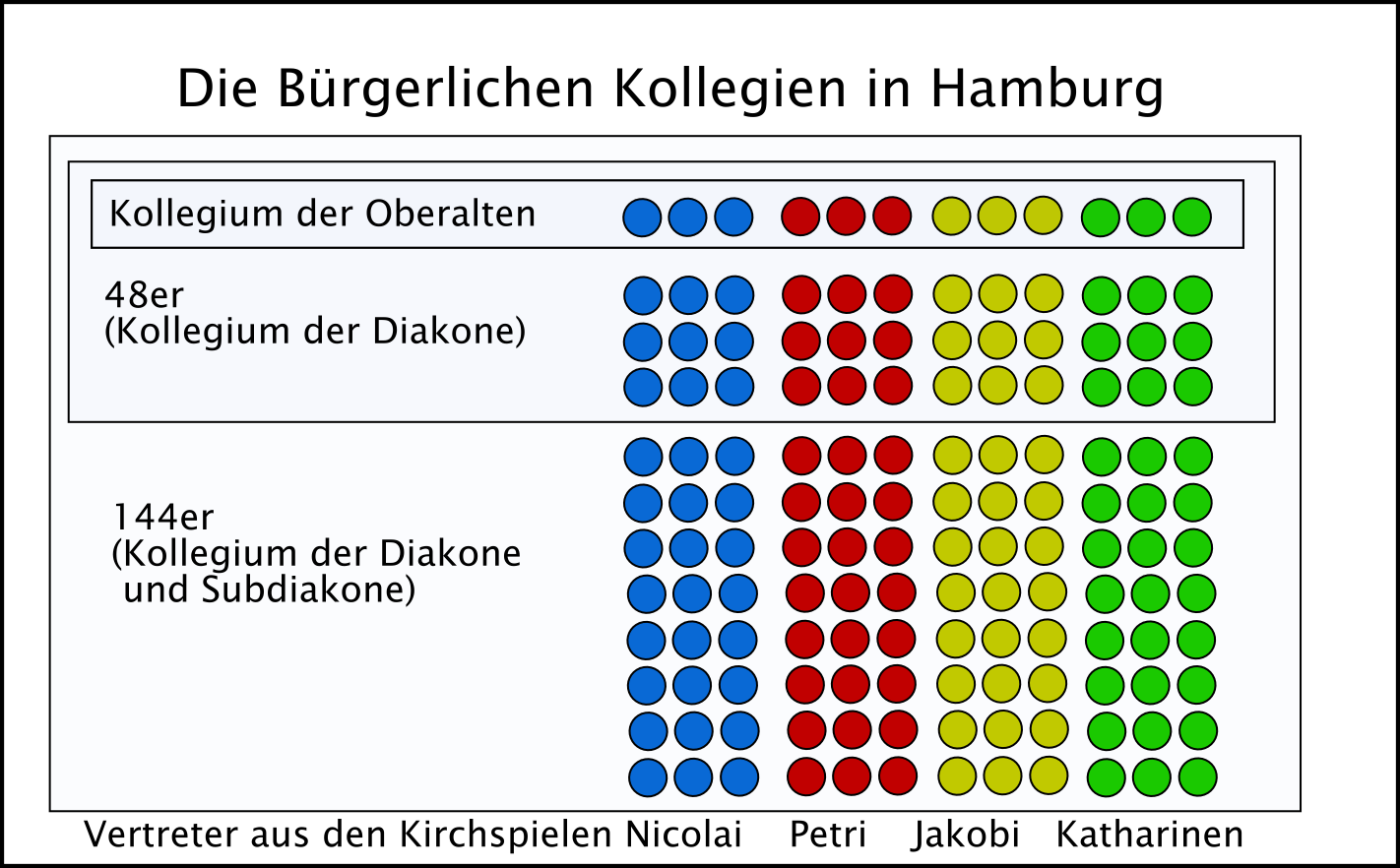
Zusammensetzung der Kollegien von 1529 bis 1687

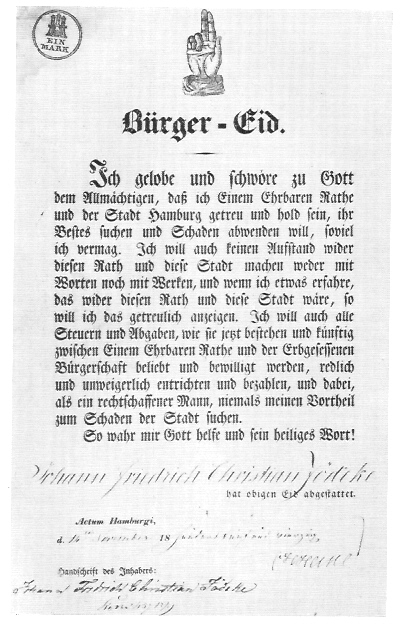
Bürgerbrief 1845

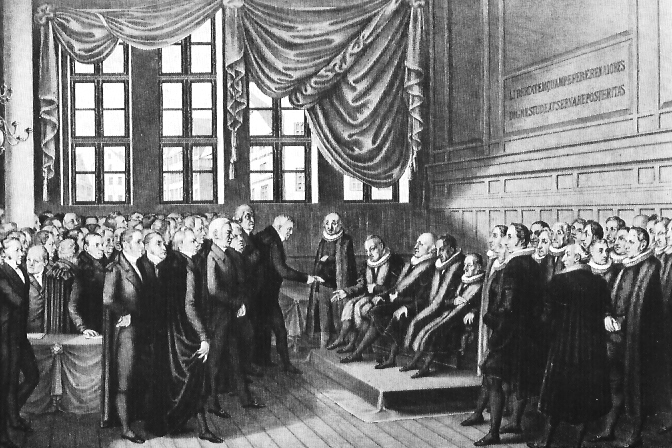
Rat- und Bürgerkonvent 1834

Im „Langen Rezess“ von 1529 wurde nach der Reformation verfassungsrechtlich festgelegt, dass der Rat der Stadt mehreren Ausschüssen der Erbgesessenen Bürgerschaft, den sogenannten bürgerlichen Kollegien, Rechenschaft ablegen musste.
Die bürgerlichen Kollegien entwickelten sich aus der kirchengemeindlichen Selbstverwaltung und blieben auch Teil derselben, weshalb nur Mitglied in diesen Gremien werden konnte, wer männlich, ein Bürger mit Grundbesitz und lutherisch war. Das zentrale Gremium der Kirchspiele war der Rat der Verwalter der Armenkassen, jeweils zwölf Diakone, die aus der Bürgerschaft bestimmt wurden. Dabei wechselte das Wahlverfahren. Wurden die Diakone und Subdiakone anfangs von den Erbgesessenen gewählt, machten diese später Wahlvorschläge und die jeweiligen höheren Gremien ergänzten die unteren.
Die ältesten drei Mitglieder aus dem Rat der Diakone standen als Gemeindeälteste, genannt Oberalte, an der Spitze der Kirchengemeinde. Die Gemeindeältesten aller Kirchspiele bildeten zusammen das Kollegium der Oberalten. Die Oberalten waren neben ihrer kirchlichen Gemeindetätigkeit dafür verantwortlich, dass die in dem Rezess ausgehandelten Einigungen zwischen Rat und Bürgerschaft auch eingehalten wurden. Außerdem beriefen die Oberalten die Vollversammlungen der Bürgerschaft ein und leiteten diese Versammlungen.
Die Erbgesessene Bürgerschaft stimmte nicht geschlossen, sondern getrennt nach Kirchspiel ab. Daher fanden in der Rathaushalle vier, später fünf Versammlungen nacheinander statt. Das Hamburger Stadtgebiet war in vier Kirchspiele aufgeteilt: St. Petri, St. Nikolai, St. Katharinen und St. Jacobi. 1687 wurde die Neustadt mit dem fünften Kirchspiel St. Michaelis hinzugefügt. Das zentrale Gremium der nunmehr 5 mal 12 Diakone hieß jetzt Collegium der Sechziger.
Die Initiative für neue Gesetze ging von dem Gremium der 144er (ab 1687: 180er) aus, einem Zusammenschluss der Diakone und Subdiakone aller Kirchspiele, in dem die Gesetze formuliert und diskutiert wurden, bevor sie dem Rat und der Bürgerschaft zur Abstimmung vorgelegt wurden. Diese drei Kollegien bildeten einen bürgerlichen Gegenpol zum Rat, da aber auch die Diakone und damit die Oberalten ihr Amt auf Lebenszeit innehatten, waren auch diese Vertreter in der Regel sehr alt.
Dennoch war auch dieses System der Bürgerlichen Kollegien kein Garant für Frieden innerhalb der Stadt. So musste um 1708 eine Kaiserliche Kommission mit Waffengewalt die Ordnung in der Stadt wiederherstellen und die unterschiedlichen Gruppierungen um Rat und Bürgerschaft zu Verhandlungen zwingen, die 1712 ihren Abschluss im sogenannten Hauptrezess fanden. Dieser legte unter anderem fest, wer an den Versammlungen der Bürgerschaft teilnehmen durfte, wie viele Ratsherren (24) und Bürgermeister (vier) die Regierung bildeten, wie Bürgerschaft und Rat zusammenarbeiten sollten.
Seit 1710 erhielt die „Commerz-Deputation“ sieben Sitze in der Bürgerschaft. Die Wahlinstitution war die Versammlung eines Ehrbaren Kaufmanns. Dieses Wahlrecht ging 1919 verloren.

### Vormärz und Revolutionszeit (1842 bis 1859)
Nach dem Hamburger Brand 1842, bei dem das alte Hamburger Rathaus zerstört wurde, vermehrte sich die Kritik an den Staats- und Verwaltungsorganen. Im Vormärz, der überall in Deutschland Kritik an den politischen Verhältnissen hervorbrachte, entstanden auch in Hamburg verschiedene Strömungen. Auf der einen Seite standen die Liberalen, die eine Repräsentativverfassung nach englischem Vorbild forderten. Sie wollten aber bei den Wahlen das Besitz- und Bildungsbürgertum gegenüber den ärmeren Schichten bevorzugen. Die Gruppe der Demokraten dagegen wollte eine „Unbedingte Volkssouveränität“ und eine Beteiligung aller Schichten am politischen Prozess. Gegen beide Richtungen stemmte sich die Erbgesessene Bürgerschaft, aus der der Senat gewählt wurde.

#### Deutsche Revolution und Hamburger Konstituante
Auf die immer massiveren Forderungen im Winter und Frühjahr 1848 reagierten am 13. März der Senat und die Erbgesessene Bürgerschaft mit einer gemeinsamen Deputation. Sie sollte alle Forderungen sammeln und beraten. Überraschenderweise beruhigten sich die Gemüter, auch wenn in der Deputation wieder nur Mitglieder der beiden Organe beteiligt waren. Die erste moderne Wahl vom 18. bis 20. April fand aber nicht zu einem Hamburger Parlament, sondern zur Frankfurter Nationalversammlung statt. Gewählt wurden die drei liberalen Politiker Edgar Daniel Roß, Ernst Merck und Johann Gustav Wilhelm Moritz Heckscher.
Da die Deputation sich nicht auf ein neues Wahlrecht beziehungsweise eine Verfassung einigen konnte und klar wurde, dass sie am Status quo festhalten wollte, forderten die politischen Vereine in Hamburg eine „Konstituante“ (verfassunggebende Versammlung) nach dem Vorbild der Frankfurter Nationalversammlung. Der Senat und die Erbgesessene Bürgerschaft konnten sich dem Druck des Volkes nur schlecht entziehen, weil auch das Bürgermilitär mit den neuen politischen Ideen sympathisierte. Aber die vom Senat am 18. August 1848 zugesicherten freien Wahlen brachten Streit zwischen der liberalen und der demokratischen Strömung. Streitpunkte waren vor allem die Frage nach einem relativen oder absoluten Mehrheitswahlrecht sowie nach den Diäten der Abgeordneten.

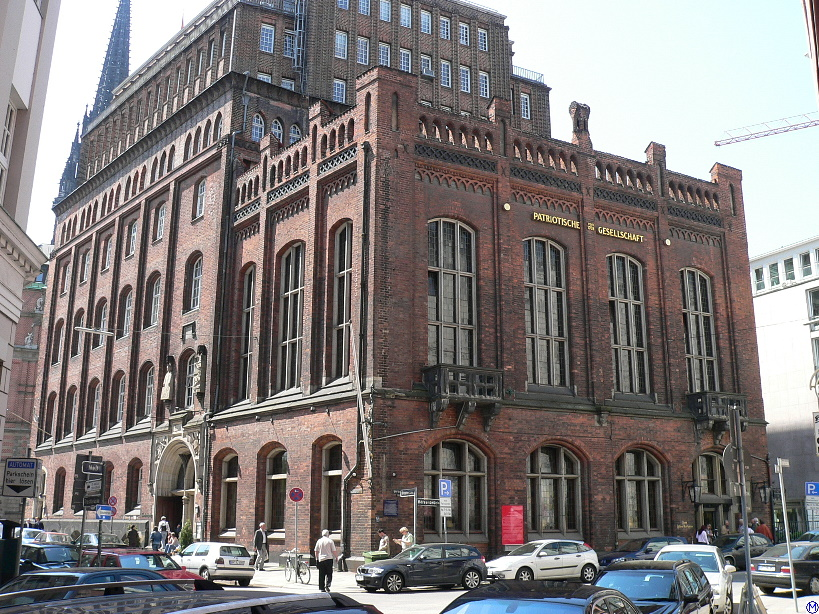
Haus der patriotischen Gesellschaft und Sitz der Hamburger Konstituante von 1848 bis 1850

Am 8. September wurde mit Zustimmung der Erbgesessenen Bürgerschaft das Wahlgesetz verkündet. Es sollten mit wenigen Ausnahmen alle männlichen Staatsangehörigen ab 22 Jahre wahlberechtigt sein. Hamburg wurde in elf Wahlbezirke aufgeteilt, aus denen insgesamt 188 Abgeordnete gewählt werden sollten. Die beiden Hauptgruppen, die sich zur Wahl stellten, waren das fortschrittliche „Liberale Wahlkomitee“ und der eher konservative „Patriotische Verein“. Die Beteiligung an der Wahl vom 5. Oktober bis 4. Dezember (es wurde nacheinander in den Wahlkreisen gewählt) fiel mit 50 % der 38.000 Wahlberechtigten ernüchternd aus. Das Liberale Wahlkomitee ging aber mit mehr als zwei Dritteln der Stimmen als klarer Sieger aus dieser Wahl hervor. David Christopher Mettlerkamp wurde Alterspräsident der Konstituante und forderte am Anfang der Beratungen: „Gleiche politische und bürgerliche Berechtigung aller Staatsangehörigen, […] ist eine unabweisliche Forderung der Vernunft und eines sittlichen Willens.“
Präsident dieser Konstituante wurde zeitweise Johannes Versmann, der 1859 erster Präsident der Bürgerschaft werden sollte. Als herausragender Erfolg kann die Verabschiedung der „Verfassung des Freistaates Hamburg“ vom 11. Juli 1849 gesehen werden. Die Konstituante tagte bis zu ihrer Auflösung 1850 in den Räumen der Patriotischen Gesellschaft von 1765.

#### Restauration
Die Restauration nach der Revolution machte auch vor Hamburg nicht halt. Als im Rahmen des Schleswig-Holsteinischen Krieges ab August 1849 preußische Truppen in Hamburg stationiert waren und Hamburg dem Drei-Königs-Bündnis Preußen, Sachsen und Hannover beigetreten war, wurden die demokratischen Kräfte zurückgedrängt, und die konservativen Kräfte bekamen die Oberhand. Am 14. Juni 1850 wurde die Konstituante aufgelöst. Schon vorher hatte sie sich am 2. Mai wegen andauernder Beschlussunfähigkeit auf unbestimmte Zeit vertagt. In der Folge gab es zwar viele Diskussionen und auch einen Entwurf zu einer neuen Verfassung durch die „Neuner Kommission“, aber erst 1859/1869 wurden zögerliche Reformen im Wahlrecht und in den Verfassungsfragen umgesetzt.
Die Erbgesessene Bürgerschaft trat am 24. November 1859 zu ihrer letzten Versammlung zusammen. Zwischen 1.200 und 1.600 stimmberechtigte Männer waren anwesend und schafften sich selbst und die Oberalten als Gremien ab. „Zutritt zu dieser [d. h. der Erbgesessenen Bürgerschaft] hatte jeder gehabt, der das Bürgerrecht sowie eines der alten Häuser (‚Erben‘) besaß. Berechtigt zum Mitreden waren etwa 4000 bis 5000 Männer gewesen, die wie in den Schweizer Urkantonen – nur für sich selbst sprachen.“

### Parlamentarische Bürgerschaft (1859 bis 1918)
Der Status der Bürgerschaft wurde durch die Hamburgische Verfassung vom 28. September 1860 aufgewertet. Der Senat war ab diesem Moment von der Bürgerschaft zum Teil abhängig. Durch die Verfassung, die von Senat und Bürgerschaft verabschiedet wurde, konnten die Mitglieder der Bürgerschaft erstmals die Senatoren wählen. Vorher waren die Senatoren durch „Selbstergänzung“ des Senats bestimmt worden. Weiterhin war das Amt eines Senators auf Lebenszeit angelegt.
Die Verfassung und somit auch die Wahl zur Bürgerschaft waren bis 1918 nicht demokratisch, sondern zum größten Teil timokratisch (Herrschaft der Besitzenden) geprägt. Auch wenn ab Anfang des 20. Jahrhunderts andere Strömungen (beispielsweise die Sozialdemokratie) beschränkten politischen Einfluss gewannen, blieb das Herrschaftsgebilde starr.
Der Sitz der neu geschaffenen Hamburgischen Bürgerschaft waren die Räumlichkeiten der Patriotischen Gesellschaft, die bereits die Hamburger Konstituante 1848 bis 1850 genutzt hatte. Das Rathaus, eigentlicher Ort eines Stadtparlaments, war beim Hamburger Brand von 1842 zerstört worden und ein neues war bis Ende der 1850er-Jahre noch nicht errichtet worden. Erst am 26. Oktober 1897 wurde das Neue Rathaus eingeweiht und zur Heimat des Hamburger Parlaments und des Senats.

#### Ab der ersten gewählten Bürgerschaft 1859

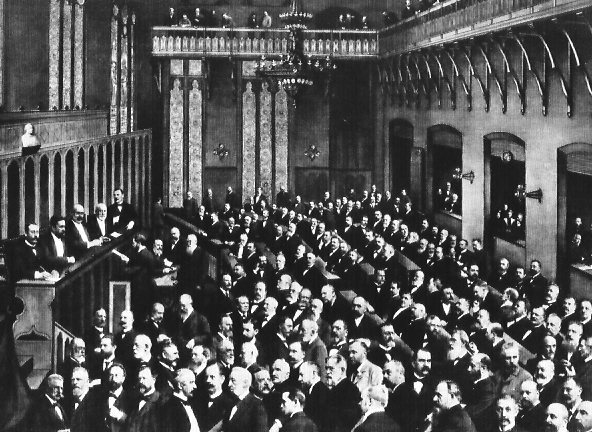
Sitzung der Bürgerschaft 1897

1859 wurde erstmals die Bürgerschaft in Wahlen bestimmt. In einer Mischung aus Zensuswahlrecht und Klassenwahlrecht wurden 192 Abgeordnete in die Bürgerschaft entsandt (ab 1879 nur noch 160 Abgeordnete). Die aktive Teilnahme an den Wahlen war an verschiedenste Voraussetzungen gebunden: Zum einen durften nur Männer ab 25 Jahre wählen, zum anderen mussten sie das Hamburger Bürgerrecht besitzen sowie regelmäßig Steuern abführen.

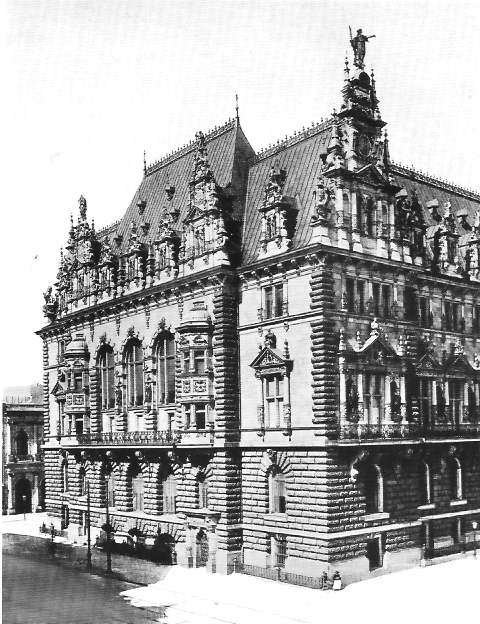
Die Bürgerschaftsseite des neuen Rathauses 1897

Von den 192 Mandaten der Bürgerschaft 1859 gingen 84 aus den Zensuswahlen hervor, die vom 14. bis 21. November 1859 durchgeführt wurden. Damit war die Forderung der Hamburger „Konstituante“ von 1848, die Bürgerschaft durch allgemeine Wahlen zu bestimmen, nur teilweise erfüllt worden. Durch das Wahlrecht, das viele Schichten und Bewohner Hamburgs ausgrenzte, war der Schritt zu einer freien, gleichen und allgemeinen Wahl noch nicht gegeben. Nur etwa fünf Prozent der Bewohner Hamburgs kamen überhaupt in den Genuss des neuen Wahlrechts. Weitere 48 Abgeordnete wurden von den Erbgesessenen (den Grundeigentümern) und 60 von den Deputierten bzw. den Gerichten (den sogenannten Notabeln) bestimmt. Die „Erbgesessene Bürgerschaft“ wählte bei ihrer letzten Sitzung am 24. November 1859 ihre Vertreter für das neue Parlament. Zum Teil konnte eine Person in zwei oder sogar in drei Bereichen wählen; ihre Stimme erhielt so ein überproportionales Gewicht.
Die Bürgerschaft konstituierte sich am 6. Dezember 1859 und wählte den Rechtsanwalt Johannes Versmann zu ihrem Präsidenten. Dadurch, dass Versmann als Liberaler schon in der „Hamburger Konstituante“ gesessen hatte, wird deutlich, dass trotz des eingeschränkten Wahlrechts eine „reformerische Mehrheit“ in der Bürgerschaft überwog. Sekretäre und Syndici wurden weiterhin vom Senat selbst bestimmt.
In der ersten Bürgerschaft bildeten sich zwei Fraktionen: die Fraktion der Rechten (vorwiegend Kaufleute und Notabeln) und die Fraktion der Linken (vorwiegend Handwerker und Kleingewerbe). Die Fraktion des Linken Zentrums (vorwiegend Industrielle) kam erst 1868 dazu und forderte, die Sachthemen wieder in den Vordergrund zu stellen und nicht die politische Überzeugung. Die Richtungsbezeichnungen der drei Fraktionen hatten aber trotzdem mehr mit der sozialen Herkunft als mit einer politischen Überzeugung zu tun. Mit der neuen Bürgerschaft ging auch die Emanzipation der Juden einher. In der ersten Bürgerschaft saßen neun jüdische Abgeordnete. Unter ihnen waren Gabriel Riesser, Isaac Wolffson, Adolph Alexander und Anton Rée. Ihre verfassungsmäßige Gleichberechtigung kam erst ein Jahr später mit der neu erlassenen Hamburgischen Verfassung.

#### 1860er- bis 1880er-Jahre
Bald nach ihrer Gründung ging die Bürgerschaft viele Einrichtungen an, die nicht mehr zeitgemäß waren oder so empfunden wurden. Als erster Schritt wurde 1860 die Torsperre aufgehoben, was der neuen Institution schnell Sympathien einbrachte. 1865 folgte ein Gewerbegesetz, das alte Zünfte und Brüderschaften entmachtete. Dieses Gesetz war einer der ersten großen Streitpunkte in der Bürgerschaft. Aufgrund der Verfassung von 1860 und der damit einhergehenden Trennung von Staat und Kirche wurde die Kirchenbuchführung abgeschafft; stattdessen wurden die Zivilstandesregister eingeführt. Zudem kam 1876 noch die obligatorische Zivilehe hinzu. Mit dem Unterrichtsgesetz vier Jahre später wurden die Schulen und Bildungseinrichtungen unter staatliche Aufsicht gestellt. Mit diesen Maßnahmen fand Hamburg „endlich Anschluss an die Ideen der neuen Zeit“.

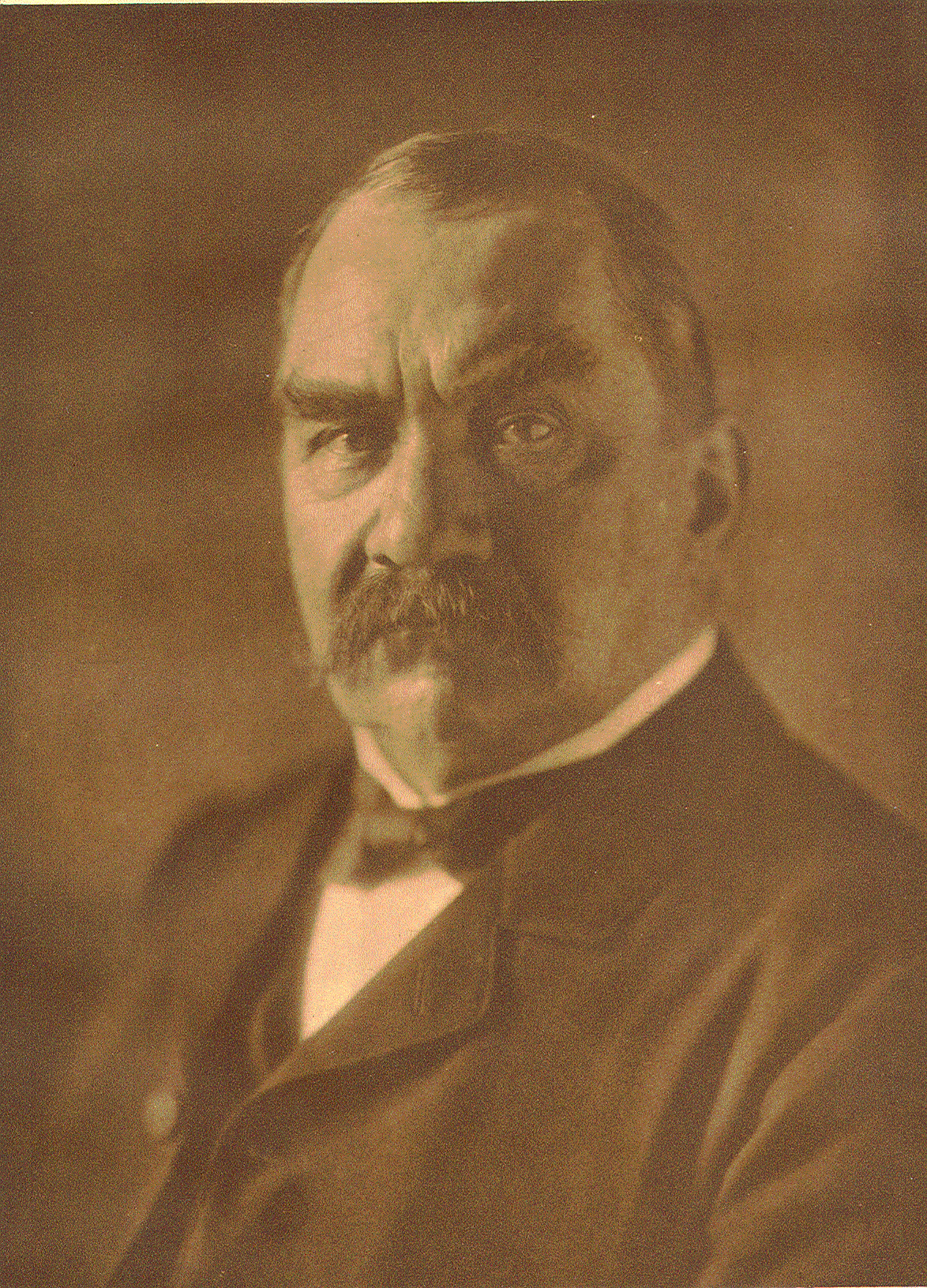
Julius Engel, Bürgerschaftspräsident von 1902 bis 1913

Die Hamburger Verfassung von 1860 wurde 1879 grundlegend reformiert. Diese in der Bürgerschaft lebhaft diskutierte Reform änderte auch die Institution selber: Die Anzahl der Parlamentarier wurde von 192 auf 160 reduziert. Auch der Wahlmodus wurde verändert. Nun wurde die Hälfte der Abgeordneten durch direkte und geheime Wahl bestimmt. Weiterhin blieb das Wahlrecht aber an das Bürgerrecht gekoppelt und grenzte breite Schichten der Bevölkerung aus. 1879 besaßen von den etwa 450.000 Einwohnern Hamburgs nur 22.000 das Wahlrecht zur Bürgerschaft, dagegen durften 103.000 ihre Stimme zur Reichstagswahl abgeben. Je 40 weitere Mandate für das Hamburger Parlament wurden durch Wahl innerhalb der Grundeigentümer und der Notabeln vergeben. Die Notabeln setzten sich nach Artikel 30 der Verfassung aus Richtern, Handelsrichtern, Mitgliedern der Vormundschaftsbehörde, bürgerlichen Mitgliedern der Verwaltungsbehörden, der Handels- oder Gewerbe-Kammer zusammen.
Im Mai 1881 stimmte die Bürgerschaft zusammen mit dem Senat dem Beitritt zum Deutschen Zollverein zu. Ein Kompromiss zwischen dem Hamburger Bürgermeister Johannes Versmann und Otto von Bismarck sah ein Freihafengebiet vor, in dessen Bereich die Waren zollfrei blieben, auch wenn sie dort weiterverarbeitet oder veredelt wurden (beispielsweise Kaffee geröstet). Das umstrittene Projekt, das eines der größten Bauprogramme (Speicherstadt) der Stadt nach sich zog, wurde mit dem endgültigen Beitritt im Oktober 1888 vollendet.

#### Die neuen Fraktionen
Die Sozialdemokraten kamen 1901 durch Otto Stolten zu ihrem ersten Sitz im Parlament. Die Wahl 1904 bescherte der Sozialdemokratischen Partei Deutschlands (SPD) 13 Sitze (von 160). Dieser geringe Anteil im Vergleich zu den Ergebnissen der Reichstagswahlen lag am Hamburgischen Wahlrecht. Von den drei Hamburger Wahlkreisen der Reichstagswahlen konnte die SPD 1880 einen, ab 1883 zwei und ab 1890 alle erobern. In freier und gleicher Wahl aller männlichen Bewohner erhielt sie dort mehr als 58 % der Stimmen.
1906 wurde zur Abwehr der Sozialdemokratie das Klassenwahlrecht verschärft (der sogenannte Wahlrechtsraub). Aus Protest dagegen bildete sich die Fraktion der „Vereinigten Liberalen“, deren Mitglieder – wie beispielsweise Carl Wilhelm Petersen – zuvor überwiegend der Fraktion der Rechten angehört hatten. Einzelne Abgeordnete entstammten aber auch einer der beiden anderen traditionellen Fraktionen.

### Novemberrevolution (1918/1919)
In der Nacht vom 5. auf den 6. November 1918 übernahmen Matrosen unter dem 20-jährigen Maat Friedrich Zeller die Macht in Hamburg. Der Vorsitzende der USPD, Ferdinand Kalweit, übernahm am Morgen des 6. November die zivile Verantwortung. Bereits am Vormittag bildete sich unter der Leitung von Zeller und Kalweit ein „provisorischer Arbeiter- und Soldatenrat“. Die Macht lag bereits gegen Mittag de facto bei diesem Rat, auch wenn offiziell die Stellung von Bürgerschaft und Senat unangetastet blieb. Am 8. November bildete sich der Große Arbeiterrat in Hamburg. Zwei Tage später wurde das Exekutivgremium des Rates gewählt. Der Historiker und Linksradikale Heinrich Laufenberg, der erst wenige Stunden in der Stadt war, wurde sofort in das dreißigköpfige Gremium gewählt und wenig später durch eine Kampfabstimmung als Vorsitzender bestätigt. Laufenberg und der Matrose Wilhelm Heise stellten somit den Kopf des in Hamburg regierenden Arbeiter- und Soldatenrats.
Am 12. November wurde die Bürgerschaft gegen den Widerstand der Mehrheits-SPD und des überwiegenden Teils der Gewerkschaften auf Druck Laufenbergs offiziell beseitigt, aber bereits wenige Tage später, am 18. November, wieder als „kommunale Verwaltungsinstanz“ eingesetzt. Sie sollte wie die Behörden ihre Alltagsgeschäfte weiterführen, hatte aber keine politische Entscheidungsbefugnis. Es gab somit eine Zusammenarbeit zwischen dem Arbeiter- und Soldatenrat sowie der Bürgerschaft. Die Kooperation zwischen den beiden Gremien entstand daraus, dass der Rat nicht auf das Wissen und die Erfahrung im Bereich der Verwaltung verzichten konnte. Ein Problem für die Bürgerschaft war dagegen, dass sie von einem Großteil der Bevölkerung nicht mehr als Entscheidungsträger akzeptiert wurde und sie den Rat brauchte, um Maßnahmen durchzusetzen. Gemeinsam wurden zum Beispiel der Achtstundentag, ein neuer Kündigungsschutz sowie die Beseitigung der Akkordarbeit eingeführt.
Von fast allen politischen Strömungen wurde eine neu gewählte Bürgerschaft gefordert. Die Frage, wie diese Wahl aussehen sollte, was die Aufgaben der neuen Bürgerschaft sein sollten und der Zeitpunkt der Wahl waren aber äußerst umstritten. Die SPD wollte einen schnellen Termin für eine freie, gleiche und geheime Wahl, weil dies eine der Hauptforderungen war, für die sie die Jahre vor der Revolution gekämpft hatten. Die bürgerlichen und konservativen Kräfte, die vorher meist eine allgemeine und gleiche Wahl abgelehnt hatten, drängten ebenso auf einen frühzeitigen Termin. Es war für sie die einzige Möglichkeit, wieder politischen Einfluss zu erlangen und die Machtposition des Arbeiter- und Soldatenrates zu brechen. Die USPD war eher für einen späteren Termin, um die Erfolge der Revolution zu sichern und auf ein gesichertes Fundament zu stellen. Die einzigen, die eine Verfassungsgebende Versammlung ablehnten, waren die sogenannten Linksradikalen, die sich später der neugegründeten KPD anschlossen. Es entstand unter anderem durch dieses Thema eine so heftige Kontroverse, dass sich auf Jahre ein tiefer Spalt zwischen den Arbeiterparteien bilden sollte.

### Weimarer Republik (1919 bis 1933)
Ab 1919 galt ein allgemeines und gleiches Wahlrecht für die Bürgerschaft. Erst seitdem besitzt die Bürgerschaft die volle Souveränität. Senatoren wurden ab diesem Zeitpunkt ausschließlich von der Bürgerschaft gewählt. 1921 wurde dieses auch offiziell in die neu geschaffene Verfassung aufgenommen. Damit war die Bürgerschaft erstmals eine volle Repräsentation aller Wahlbürger im obersten Staatsorgan. Der Senat stand nun unter direkter Kontrolle des Parlaments.
Nach der Wahl zur Verfassungsgebenden Bürgerschaft 1919 (siehe unten) wurde bis 1932 sechsmal nach den Regeln der neuen Verfassung gewählt. Die Bürgerschaftswahl vom 9. Oktober 1927 musste aufgrund eines Urteils des Staatsgerichtshofes für das Deutsche Reich wiederholt werden. Das Gericht entschied, dass die Wahlrechtsänderung, die eine Hürde für kleine Parteien zur Bürgerschaftswahl vorsah, verfassungswidrig sei. Die Hürde bestand darin, dass die Parteien 3.000 Unterstützer-Unterschriften nachweisen und eine Kaution stellen sollten. Diese Maßnahmen waren aber mit der Reichsverfassung nicht vereinbar.
Insgesamt gab es in der Weimarer Republik von 1919 bis 1933 536 Politiker, die ein Mandat in der Bürgerschaft innehatten. Davon waren lediglich 44 Frauen (für die SPD: 18, KPD: 11, DDP: 6, DVP: 4, DNVP: 3, USPD 2).
Ab 1919 bildeten die SPD und die DDP (ab 1930 Deutsche Staatspartei [DStP]) eine Koalition und konnten so den ersten demokratischen Senat der Hansestadt bestimmen. Mit der Bürgerschaftswahl vom 26. Oktober 1924 hatte die bisherige Koalition keine Mehrheit mehr und die Deutsche Volkspartei wurde in die Koalition mit aufgenommen. Nach der Wahl vom 27. September 1931 hatte auch dieser Zusammenschluss seine Mehrheit in der Bürgerschaft verloren. Am 24. April 1932 wurde die NSDAP zur stärksten Fraktion in der Bürgerschaft, konnte aber noch nicht den Senat stellen. Am 8. März 1933 wurde eine Koalition aus NSDAP, DStP, DNVP und DVP gebildet.
Die SPD stellte ab 1919 die stärkste Fraktion, bis sie 1932 knapp von der NSDAP abgelöst wurde. Sie verlor aber während dieser Zeit über 20 % ihrer Stimmen. Waren es 1919 noch über 50 % sollten es 1931 nur noch 27,8 % der Stimmen sein.

#### Bürgerschaftswahl 1919
Bei der ersten Bürgerschaftswahl am 16. März 1919 wurden erstmals alle Bürger Hamburgs aufgerufen, zu wählen. Das Recht zu wählen war nicht mehr abhängig vom Status als Bürger, sondern nur vom Wohnsitz, der in Hamburg sein musste. Eine der Hauptaufgaben der Bürgerschaft war es, der Stadt eine neue Verfassung zu geben und diese mit demokratischen und republikanischen Inhalten zu füllen.
Es beteiligten sich 532.911 Hamburger an den Wahlen, was eine Wahlbeteiligung von 80,55 % ergab.
Die SPD gewann klar mit 50,5 % der Stimmen die Wahl. Es folgten bei den Wahlen die DDP (20,5 %), die DVP (8,6 %), die USPD (8,1 %) und der Hamburger Wirtschaftsblock (4,2 %). Durch den klaren Erfolg der SPD und DDP bei der Wahl zeigte sich ein deutliches Signal für die Demokratie. Die beiden Parteien hatten sich nämlich von Anfang an eindeutig für eine demokratische Republik ausgesprochen. Die SPD ging trotz ihrer absoluten Mehrheit eine Koalition mit der DDP ein. Schon in der Kaiserzeit war die Zusammenarbeit zwischen den Linksliberalen (Vereinigte Liberale) und Sozialdemokraten intensiv geführt worden und sollte nun als Regierung eine breite Masse repräsentieren.
Bei der Bürgerschaftswahl 1919 hatten Frauen erstmals das aktive und passive Wahlrecht. In der ersten Bürgerschaft waren von 185 Abgeordneten 17 Frauen (9,2 %). Davon stellte die SPD mit neun Frauen den größten Anteil, gefolgt von der DDP mit vier und der USPD mit zwei. Je ein Sitz im Parlament wurde von der DVP und der DNVP mit einer Frau besetzt.

#### Kapp-Putsch
Der Kapp-Putsch 1920 wurde in Hamburg sofort von dem für die Hansestadt zuständigen Chef des Reichswehr-Brigade 9 in Stettin Paul von Lettow-Vorbeck, dem Garnisonsältesten Oberst von Wangenheim und weiteren Offizieren unterstützt. Von Wangenheim löste im Verlauf des Putsches die Bürgerschaft auf und die veranlasste die Absetzung des Senats. Der Großteil der in Hamburg stationierten Mannschaften und deren Unteroffiziere sowie die Polizei hielten sich anscheinend loyal zur Republik und zu den gewählten Vertretern Hamburgs. Trotz der Weigerung des späteren Senators Hermann Carl Vering, die Einwohnerwehren gegen die Putschisten einzusetzen, verhielten diese sich in großen Teilen loyal zur Verfassung.
Während des Putsches unterstützten der Großteil der Bürgerschaft sowie der Hamburger Senat die demokratische Reichsregierung. Für die beiden sozialdemokratischen Parteien (SPD und USPD) und die DDP sprach der liberale Politiker Christian Koch aus diesem Anlass in der Bürgerschaft: „Wir wollen den Bruderkrieg nicht; wenn jene gewissenlosen Menschen ihn aber wollen, dann nur zu. Wir sind bereit unser Leben einzusetzen, damit das Errungene dem deutschen Volke erhalten bleibt.“ Die Regierungsparteien sowie die USPD bildeten einen paritätisch besetzten Ausschuss und riefen die Demokraten auf, sich zum bewaffneten Kampf für die Republik bereitzuhalten. Die genannten Parteien sowie die Gewerkschaften, die Betriebsräteorganisationen, Beamtenverbände und weitere gesellschaftliche Gruppen riefen zum Generalstreik auf.
Durch die vehemente Gegenwehr der demokratischen Kräfte und die Folgen des erfolgreichen Generalstreiks mussten die Putschisten schnell einsehen, dass sie keine Chance hatten. Bereits zwei Tage vor dem Rückzug Wolfgang Kapps von seinen selbst ernannten Ämtern war am 15. März 1920 der Putsch in Hamburg beendet.

#### Hamburger Aufstand

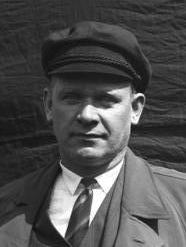
Ernst Thälmann, Mitglied der Bürgerschaft und Anführer beim Hamburger Aufstand

Dreieinhalb Jahre später war mit dem kommunistischen Hamburger Aufstand die Bürgerschaft wieder mit einem Umsturzversuch konfrontiert. Dieser Aufstand vom 23. bis zum 24. Oktober 1923 war aber im Gegensatz zum Kapp-Putsch in der Ausführung ein regionales Ereignis für Hamburg und Umgebung. Die Hamburger KPD und SPD standen sich in der Bürgerschaft noch unversöhnlicher gegenüber als überregional in der Weimarer Republik ohnehin schon. Bereits vor der offenen Revolte waren Tendenzen in der Bürgerschaft über eine gewaltsame Auseinandersetzung hörbar. Der KPD-Politiker Hugo Urbahns sagte zum Beispiel am 5. September 1923: „[…] deswegen sagen wir den Arbeitern: Schließt Euch zusammen gegen das Unternehmen, gegen diesen Staat, gegen die Sozialdemokratische Partei und die Gewerkschaftsführer; nehmt den Kampf auf, wenn es sein muss, mit den Waffen in der Faust, […] nehmt den Kampf auf mit allen Mitteln; erst dann werdet Ihr Gewissheit haben, daß Ihr errettet werdet vor dem Unternehmertum und vor den Führern, die gegen Euch wüten!“. Solche Aufrufe sollten sich in der Zeit bis zum Aufstand wiederholen, vor allem weil das Parteiorgan, die Hamburger Volkszeitung, zum wiederholten Male verboten wurde. Die KPD in der Bürgerschaft ging aber die überwiegende Zeit der normalen Parlamentstätigkeit nach und beteiligte sich an den tagespolitischen Themen.
Nachdem in den Morgenstunden des 23. Oktober der Aufstand losgebrochen war, standen die Kommunisten einer Übermacht an Hamburger und Altonaer Polizei gegenüber. Der Aufruhr war schon am Abend des Tages in fast allen Gebieten gescheitert. Nur in Barmbek und Schiffbek konnten die Aufständischen sich bis zum nächsten Tag halten. Das Ergebnis der zwei Tage waren über 100 Tote und eine weitere Verschärfung der Spannungen zwischen den beiden Arbeiterparteien.
Am 24. Oktober um 18 Uhr, also wenige Stunden nach dem generellen Ende des Aufstandes, kam die Bürgerschaft zu ihrer regulären Sitzung zusammen. Neben der kommunistischen Verantwortung des Aufstandes wurde von den sozialdemokratischen Abgeordneten aber auch die Notlage der deutschen Bevölkerung angesprochen, die eine solche Aktion erst ermöglichen konnte. Neben der an der Regierung beteiligten DDP lehnten auch die rechten Parteien den Aufstand als Terrorakt ab. Die DVP hätte noch mehr Härte gegenüber den Aufständischen angebracht gefunden. Von kommunistischer Seite war es Karl Seß, der sich zu den Ereignissen äußerte. Er sagte nichts direkt zum Aufstand, sondern griff die anderen Parteien, vor allem die SPD, und das kapitalistische System scharf an. In der Nacht zum 24. Oktober und den darauffolgenden Tagen waren insgesamt sieben kommunistische Mitglieder der Bürgerschaft verhaftet worden. Der Abgeordnete Hugo Urbahns hielt sich versteckt und wurde erst am 13. Januar des folgenden Jahres verhaftet. Erst ein Jahr später kam es zu Verurteilungen der beteiligten kommunistischen Abgeordneten, Redakteure und Gewerkschafter. Die Bürgerschaftsabgeordneten waren Karl Rühl, Fritz Esser, Alfred Levy und Karl Köppen. Andere Politiker wie Ernst Thälmann oder Hans Kippenberger tauchten unter.

#### Bürgerschaftswahl 1924
1924 wurde die Bürgerschaft das dritte Mal während der Weimarer Republik gewählt. Die Wahlbeteiligung sank bei dieser Wahl von 80,55 % (1919) und 70,9 % (1921) auf nur noch 66,06 %. Die absolute Zahl der Wähler blieb dabei aber aufgrund des Wachstums der Stadt mit etwa 535.000 fast gleich. Im Ergebnis stellten zehn Parteien die 160 Abgeordneten, wobei die fünf kleinen Parteien nur insgesamt elf Mandate verbuchen konnten.
Nachdem sich die Regierungskoalition trotz großer Verluste im Wahljahr 1921 noch einmal hatte behaupten können, war sie dieses Mal auf einen weiteren Partner angewiesen. Im Gegensatz zur ersten Wahl 1919, bei der die Koalition aus SPD und DDP noch eine Zustimmung von über 70 % erhalten hatte, musste sie sich 1921 schon mit knapp 55 % zufriedengeben und 1924 schenkten ihr nur noch etwas mehr als 45 % der Wähler das Vertrauen. Die DVP wurde als neuer Koalitionspartner gewonnen. Diese Partei hatte ihr Ergebnis gegenüber der Wahl von 1921 behaupten und sogar leicht ausbauen können und stellte die viertstärkste Kraft dar. Das Selbstverständnis dieser Partei war ein gänzlich anderes als das der SPD und der DDP. Die Partei legte gerade in Hamburg Wert darauf, eine Rechtspartei (oder auch schwarz-weiß-rote-Partei) zu sein. Sie hatte eine Abneigung gegen den demokratischen Staat und war zudem nicht an einem Ausgleich zwischen den sozialen Schichten interessiert. Den Staat aber direkt zu bekämpfen, stand gegen die „Tradition des hanseatischen Besitz- und Bildungsbürgertums“. Der Drang vieler Mitglieder der DVP, wieder in die Machtzentrale zu kommen, überwog trotz der Abneigung gegenüber den linksliberalen und sozialdemokratischen Parteien.
Die antirepublikanischen Kräfte auf der linken und rechten Seite des politischen Spektrums gingen mit über 30 % gestärkt aus der Wahl hervor. Die DNVP stellte mit fast 17 % der Stimmen und einem Zugewinn gegenüber 1921 von über 5 % die zweitstärkste Kraft innerhalb des Parlamentes. Es sollte aber auch das beste Ergebnis für die Partei bleiben.

#### Bürgerschaftswahl 1927 und 1928
Erstmals seit dem Hamburger Aufstand kam es nach der Bürgerschaftswahl vom 9. Oktober 1927 wieder zu Verhandlungen zwischen den beiden Arbeiterparteien SPD und KPD. Doch trotz dieser Verhandlungen konnten sich die beiden Parteien nicht auf eine Koalition einigen. Die SPD forderte als stärkere Partei die Richtlinien der gemeinsamen Politik vorzugeben, was die KPD kategorisch ablehnte. Dagegen konnte sich die SPD nicht auf die Mindestforderungen der KPD einlassen und auch nicht auf das Angebot, sich von den Kommunisten als eine Minderheitsregierung tolerieren zu lassen. Am 26. Oktober wurden die Gespräche offiziell als gescheitert erklärt. Die SPD setzte die Koalition mit der DDP und der DVP, die seit 1925 bestand, fort. Auch nachdem die Wahl von 1927 vom Staatsgerichtshof für ungültig erklärt worden war und im darauf folgenden Jahr wieder gewählt werden musste, blieb die Koalition bestehen.

#### Zeit der Stabilisierung
Zwischen 1924 und 1929 war in der gesamten Weimarer Republik eine „relative Stabilisierung“ zu erkennen. Dies galt auch für die Stadt Hamburg, wo in dieser Zeit Sozialreformen durchgeführt wurden. Trotz des Koalitionspartners DVP, die sich nicht als Reformpartei einen Namen machte, wurden in den Jahren durch die SPD und die DDP die Reformen vorangetrieben. Zudem entstand Druck auf die SPD vonseiten der um Wählerstimmen konkurrierenden KPD.
Nach den Revolutions- und Krisenjahren, in denen durch Unruhen und Geldentwertung keine Zeit und keine Möglichkeiten für große Reformvorhaben war, sollte sich ab 1924 die Bürgerschaft vermehrt den Bereichen der Wohnungsbau-, Bildungs- und Sozialpolitik zuwenden. Unter Fritz Schumacher als Oberbaudirektor wurden durch die Bürgerschaft Gelder bewilligt, um den sozialen Wohnungsbau zu fördern. In der Weimarer Republik und gerade in der Zeit zwischen 1923 und 1931 entstanden über 60.000 Neubauwohnungen in der Stadt. In der Schul- und Ausbildungspolitik wurden viele verschiedene Bereiche angegangen. Die Volksschulen wurden räumlich erweitert (sie erhielten Gymnastikhallen und Festsäle) oder wurden neu gebaut. Die Klassen wurden verkleinert und die Lehrerausbildung wurde durch die universitäre Anbindung für Volksschullehrer verbessert. Die Bildungspolitik der Sozialdemokraten und Liberalen wurde von konservativer Seite in der Bürgerschaft als Verschwendungssucht angeprangert. Eine weitere Reform war die Erschaffung eines modernen und auf Resozialisierung aufbauenden Strafvollzuges unter der Leitung des Bürgerschaftsabgeordneten Christian Koch.

#### Untergang der Demokratie in Hamburg
Die Nationalsozialisten zogen bei der Wiederholungswahl 1928 (die Wahl vom Oktober 1927 wurde als ungültig erklärt) mit drei Mandaten ein. Drei Jahre später stellten sie bei der nächsten Wahl bereits 43 Abgeordnete. Die Parlamentsmehrheit, die bis dahin von SPD, DDP und zum Teil der DVP gestellt wurde, war ab diesem Zeitpunkt nicht mehr vorhanden. Die Parteien, die die Weimarer Republik ablehnten (NSDAP und DNVP auf der rechten Seite und die KPD auf der linken), hatten nun ein Übergewicht im Parlament, waren aber ideologisch völlig entgegengesetzt und konnten sich nicht auf ein gemeinsames Programm einigen. Der Senat, der vom Willen der Bürgerschaft abhängig war, hatte ab diesem Zeitpunkt bis zum Ende der Weimarer Republik keine Mehrheit mehr in der Bürgerschaft. Eine Mehrheit, den Senat abzuwählen, fand sich aber auch nicht.

#### Bürgerschaftswahlen zwischen 1919 und 1932
| Jahr | USPD            | KPD              | SPD              | DDP              | DVP              | Zentrum        | CSVD           | DNVP             | VSB            | NSDAP            | HWB            | GeWb           | Gt             | WP             | Abel          | MSUWB          | VRP           |
| ---- | --------------- | ---------------- | ---------------- | ---------------- | ---------------- | -------------- | -------------- | ---------------- | -------------- | ---------------- | -------------- | -------------- | -------------- | -------------- | ------------- | -------------- | ------------- |
| 1919 | 8,07 % 13 Sitze | –                | 50,46 % 82 Sitze | 20,47 % 33 Sitze | 8,60 % 13 Sitze  | 1,20 % 2 Sitze | –              | 2,86 % 4 Sitze   | –              | –                | 5,60 % 9 Sitze | 2,45 % 4 Sitze | –              | –              | –             | –              | –             |
| 1921 | 1,43 % 2 Sitze  | 11,04 % 17 Sitze | 40,62 % 67 Sitze | 14,10 % 23 Sitze | 13,90 % 23 Sitze | 1,23 % 2 Sitze | –              | 11,27 % 18 Sitze | –              | –                | 3,51 % 5 Sitze | 2,25 % 3 Sitze | –              | –              | –             | –              | –             |
| 1924 | –               | 14,70 % 24 Sitze | 32,44 % 53 Sitze | 13,22 % 21 Sitze | 14,00 % 23 Sitze | 1,59 % 2 Sitze | –              | 16,96 % 28 Sitze | 2,53 % 4 Sitze | –                | –              | –              | 1,27 % 2 Sitze | –              | 0,65 % 1 Sitz | 1,31 % 2 Sitze | –             |
| 1927 | –               | 16,99 % 27 Sitze | 38,15 % 63 Sitze | 10,06 % 16 Sitze | 11,17 % 18 Sitze | 1,51 % 2 Sitze | –              | 15,23 % 25 Sitze | –              | 1,50 % 2 Sitze   | –              | –              | –              | 4,19 % 6 Sitze | –             | –              | 1,20 % 1 Sitz |
| 1928 |                 | 16,65 % 27 Sitze | 35,94 % 60 Sitze | 12,76 % 21 Sitze | 12,46 % 20 Sitze | 1,37 % 2 Sitze | –              | 13,70 % 22 Sitze | –              | 2,15 % 3 Sitze   | –              | –              | –              | 2,93 % 4 Sitze | –             | –              | 0,82 % 1 Sitz |
| 1931 |                 | 21,86 % 35 Sitze | 27,81 % 46 Sitze | 8,70 % 14 Sitze  | 4,79 % 7 Sitze   | 1,40 % 2 Sitze | 1,41 % 2 Sitze | 5,61 % 9 Sitze   | –              | 26,25 % 43 Sitze | –              | –              | –              | 1,47 % 2 Sitze | –             | –              | –             |
| 1932 |                 | 15,97 % 26 Sitze | 30,23 % 49 Sitze | 11,24 % 18 Sitze | 3,18 % 5 Sitze   | 1,34 % 2 Sitze | 1,03 % 1 Sitz  | 4,32 % 7 Sitze   | –              | 31,23 % 51 Sitze | –              | –              | –              | 0,65 % 1 Sitz  | –             | –              | –             |

Anmerkung: Die Reihenfolge der Parteien wurde aus der Tabelle bei Büttner übernommen.

### Nationalsozialismus (1933 bis 1945)
Nach der Machtübernahme Hitlers begann im SPD-regierten Hamburg der Polizeisenator Adolph Schönfelder auf Druck der NSDAP mit der Verfolgung der ersten KPD-Bürgerschaftsabgeordneten. Die SPD gab sich der Illusion hin, durch „äußerste Korrektheit gegenüber der Reichsregierung“ eine „Machtergreifung der NSDAP“ in Hamburg zu verhindern. Spätestens Anfang März wurden die Funktionäre der SPD eines besseren belehrt. Mehrere Abgeordnete der Sozialdemokraten wurden am 5. März trotz ihrer eigentlichen Immunität festgenommen.

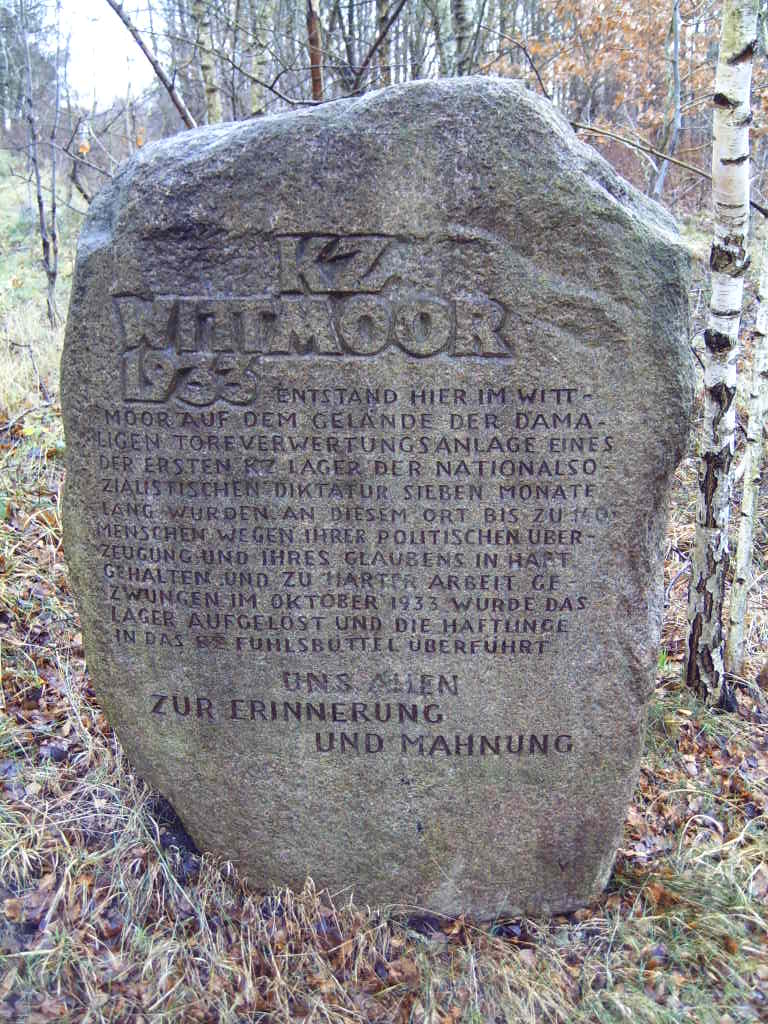
Gedenkstein für die Opfer des KZ Wittmoor

Am 8. März 1933 wählte die Bürgerschaft den neuen Senat mit zwölf Senatoren. Von den Senatoren waren die Hälfte Mitglieder der NSDAP oder von dieser gestellt, die andere Hälfte kam von den bürgerlichen Koalitionspartnern. Die Abgeordneten der KPD waren bereits durch Verhaftung oder Verfolgung aus der Bürgerschaft gedrängt worden. Die KPD nahm am 8. März in einem Brief an den Bürgerschaftspräsidenten Herbert Ruscheweyh zur Wahl des neuen Senats Ende März Stellung: „Gegen die Funktionäre und Abgeordneten der KPD ist Haftbefehl ausgesprochen. Wir haben keine Veranlassung, unsere Abgeordneten freiwillig der faschistischen Diktatur auszuliefern und nehmen darum an der heutigen Sitzung nicht teil.“ Das KZ Wittmoor wurde Ende März im Wittmoor als erstes Hamburger Konzentrationslager eingerichtet. Dort wurde unter anderem der KPD-Abgeordnete Alfred Levy inhaftiert. Später wurden auch Mitglieder der SPD und der SAPD dort eingesperrt und gefoltert.
Am 31. März 1933 wurde mit dem Ersten Gleichschaltungsgesetz die Bürgerschaft entsprechend der Stimmenverteilung der Reichstagswahl vom 5. März 1933 gebildet, so dass die NSDAP die Macht übernehmen konnte. Zugleich verringerte man die Mandate in der Bürgerschaft, indem man die Sitze der KPD ersatzlos strich. Die Bürgerschaft kam am 10. Mai zu ihrer konstituierenden Sitzung zusammen, bei der Fritz Meyer (NSDAP) zum neuen Präsidenten gewählt wurde. Bürgermeister Carl Vincent Krogmann machte den Parlamentariern zweifelsfrei klar, dass der Senat der Bürgerschaft keine Rechenschaft mehr schuldig sei. Es wurde offensichtlich, dass den neuen Machthabern nichts an einer Volksvertretung lag. Die übriggebliebenen Parlamentarier der SPD und der Linksliberalen überlegten ihre Mandate niederzulegen, weil eine Mitarbeit in einem machtlosen Gremium sinnlos wäre.
Die zweite Bürgerschaftssitzung am 31. Mai 1933 dauerte knapp eine halbe Stunde. Aussprachen oder Diskussionen waren nicht gestattet, der neue Bürgerschaftspräsident war der einzige Redner der Versammlung. Die NSDAP-Anträge galten als angenommen, anderes wurde nicht verhandelt.
Am 28. Juni 1933 kam die Bürgerschaft zu ihrer dritten Sitzung und zum vorerst letzten Mal zusammen. Die 32 SPD-Abgeordneten waren dabei aufgrund des von Innenminister Wilhelm Frick am 21. Juni 1933 erlassenen Betätigungsverbotes von der Teilnahme ausgeschlossen. Nachdem am 14. Juli 1933 die SPD, wie schon vorher die KPD, ganz verboten wurde, wuchs der Druck auf die restlichen Parteien. Zur Selbstauflösung gezwungen bzw. aufgefordert wurden die DStP und die in Deutschnationale Front umbenannte DNVP. Der Stahlhelm, der über das Wahlbündnis Kampffront Schwarz-Weiß-Rot in der Bürgerschaft vertreten war, wurde unter der Bezeichnung Nationalsozialistischer Deutscher Frontkämpferbund 1934 in die SA übernommen. Die DVP hatte sich in Hamburg schon am 1. April 1933 aufgelöst, die Mehrheit der Mitglieder war zur NSDAP übergetreten.
Die Bürgerschaft tagte nach dem 28. Juni 1933 nicht mehr, am 14. Oktober 1933 löste sie der Reichsstatthalter Karl Kaufmann auf. Da neben der NSDAP keine Partei offiziell mehr existieren durfte, verlor die Existenz eines Parlamentes ihren Sinn. Der am 20. Juli 1933 neugeschaffene Staatsrat sollte den Schein einer fortbestehenden Repräsentanz aller Schichten und Stände wahren. Mit dem Groß-Hamburg-Gesetz wurde im April 1937 der Hamburger Staatsrat durch eine sogenannte Ratsherrenversammlung, eine weitere Attrappe bürgerlicher Beteiligung, ersetzt.
Während der Zeit des Nationalsozialismus wurden viele ehemalige Bürgerschaftsabgeordnete der Sozialdemokraten und Kommunisten verfolgt, 18 von ihnen wurden ermordet. Der Verfolgung und dem Polizeiterror waren zudem auch bürgerliche Kräfte aus dem linksliberalen Spektrum ausgesetzt.

### Besatzungszeit (1945 bis 1949)
Während der britischen Besatzung nach dem Zweiten Weltkrieg konstituierten sich zwei Bürgerschaften. Zum einen die ernannte Bürgerschaft im Februar 1946 und die erste frei gewählte im Oktober desselben Jahres. Hamburg war durch das „Groß-Hamburg-Gesetz“ von 1937 erheblich vergrößert worden. Die neuen Grenzen Hamburgs wurden von den Alliierten im Wesentlichen übernommen, so dass die einwohnerstarken Gebiete Altona, Wandsbek oder auch Harburg-Wilhelmsburg bei der ersten freien und demokratischen Wahl der Nachkriegszeit vom 13. Oktober 1946 erstmals die Möglichkeit hatten, sich an einer Wahl zur Hamburgischen Bürgerschaft zu beteiligen.

#### Die ernannte Bürgerschaft

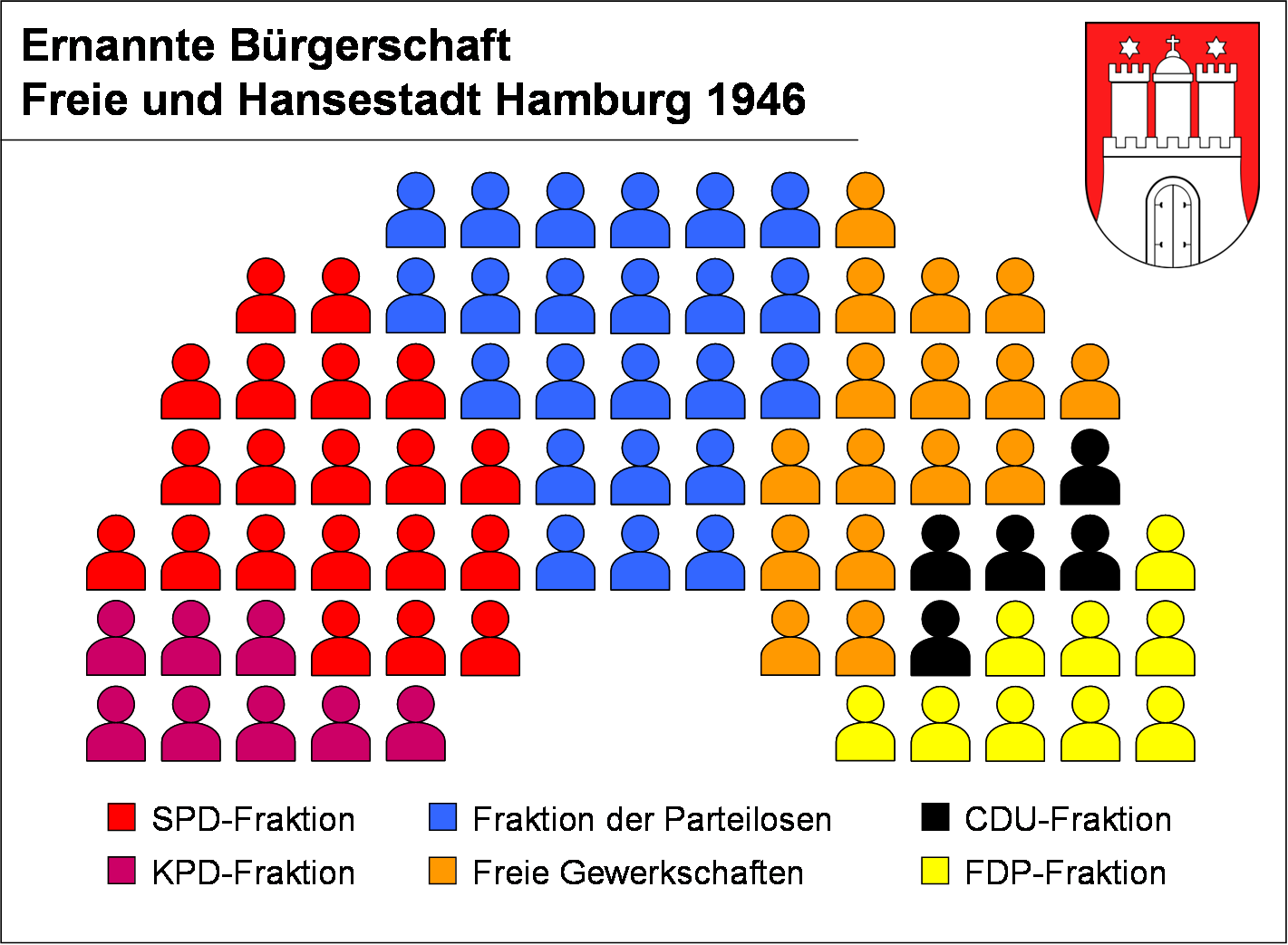
Die ernannte Bürgerschaft im Februar 1946 mit den sechs Fraktionen.

Nach dem Zweiten Weltkrieg wurde Rudolf Petersen schon im Sommer 1945 beauftragt, einen neuen Senat für Hamburg zu bilden. Politiker von ehemaligen Parteien der Bürgerschaft versuchten schon am 26. Juli 1945 Petersen davon zu überzeugen, eine vorläufige Bürgerschaft einzurichten. Die Delegation, bestehend aus Karl Meitmann (SPD), Friedrich Dettmann (KPD), Max Traeger (Staatspartei) und Franz Beyrich (Zentrum), war der Meinung, dass ein „Beratender Ausschuss der Hamburger Bürgerschaft“ die politische Willensbildung ankurbeln könne und Verbindungsglied zwischen Besatzungsmacht, berufenem Senat und Hamburger Bevölkerung werden könne. Petersen befürwortete die Idee, musste die Entscheidung aber an die Militärregierung weiterleiten. Diese lehnte ab, indem sie nichts von sich hören ließ. Erst am 22. September stellte die Besatzungsmacht einen Ratsausschuss in Aussicht. Dieser sollte neben den früheren Parteien auch von Personen aus den verschiedensten Gesellschaftsschichten besetzt werden. Der Militärregierung war es wichtig, einen breiten Querschnitt der „einfachen Bürger“ mit einzubeziehen und so die Demokratie von unten her aufzubauen. Am 27. Februar 1946 traf sich die Ernannte Bürgerschaft zu ihrer konstituierenden Sitzung. Herbert Ruscheweyh, dem letzten Bürgerschaftspräsidenten vor 1933, wurde wieder der Vorsitz im Parlament eingeräumt. An der Sitzung nahmen neben den 81 Abgeordneten auch der Generalleutnant Sir Evelyn Barker (Militärgouverneur für Schleswig-Holstein und Hamburg) und der Hamburger Stadtkommandant Brigadier H. Armytage teil.
Die Hauptaufgabe der ernannten Bürgerschaft war die Erarbeitung einer neuen Verfassung, die am 15. Mai 1946 verabschiedet wurde. Der spätere Hamburger Bürgermeister Paul Nevermann, zu der Zeit Senator, sagte bei der Grundsatzdebatte als Vertreter seiner Fraktion am 20. März 1946 vor der Bürgerschaft: „Die »verfassungslose, die schreckliche Zeit« ist überwunden. Das politische Leben soll wieder auf breite Basis eines staatsrechtlichen Grundgesetzes gestellt werden. Wir wollen damit bekunden, daß wir gewillt sind, Deutschland und Hamburg wieder zu einem Rechtsstaat auszubauen.“ Daneben war es vor allem Aufgabe der Bürgerschaft die Sozialprobleme der Stadt zu organisieren. Im Vordergrund standen die Lebensmittelversorgung der Bevölkerung, die Trümmerräumung und damit die ersten Aufbaumaßnahmen.
Die Ernannte Bürgerschaft war ein Teil der schrittweisen Wiedereinführung von demokratischen Elementen in der Stadt. Zudem konnten sich in der Bürgerschaft die Parteien mit zum Teil neuem Profil bilden und sammeln. Am 8. Oktober 1946 beendete die Ernannte Bürgerschaft ihre Arbeit. Paul Nevermann sagte in der letzten Sitzung der ernannten Bürgerschaft am 7. Oktober rückblickend: „Es ist ja die historische Tragik der demokratischen Kräfte, daß sie immer dann ihre Aufgabe antreten müssen, wenn ein autoritäres Staatssystem ein Volksvermögen in die Luft gepulvert hat.[…] Das war nach dem ersten Krieg so und das ist jetzt wieder der Fall. Die Tatsache, daß wir angesichts einer unabsehbaren Vernichtung sachlicher Werte in diesem Lande gerade wegen der Armut eine starke Sozialpolitik zu treiben gezwungen sind, macht uns die Aufgabe selbstverständlich besonders schwer.“

#### 1. Wahlperiode (1946 bis 1949)

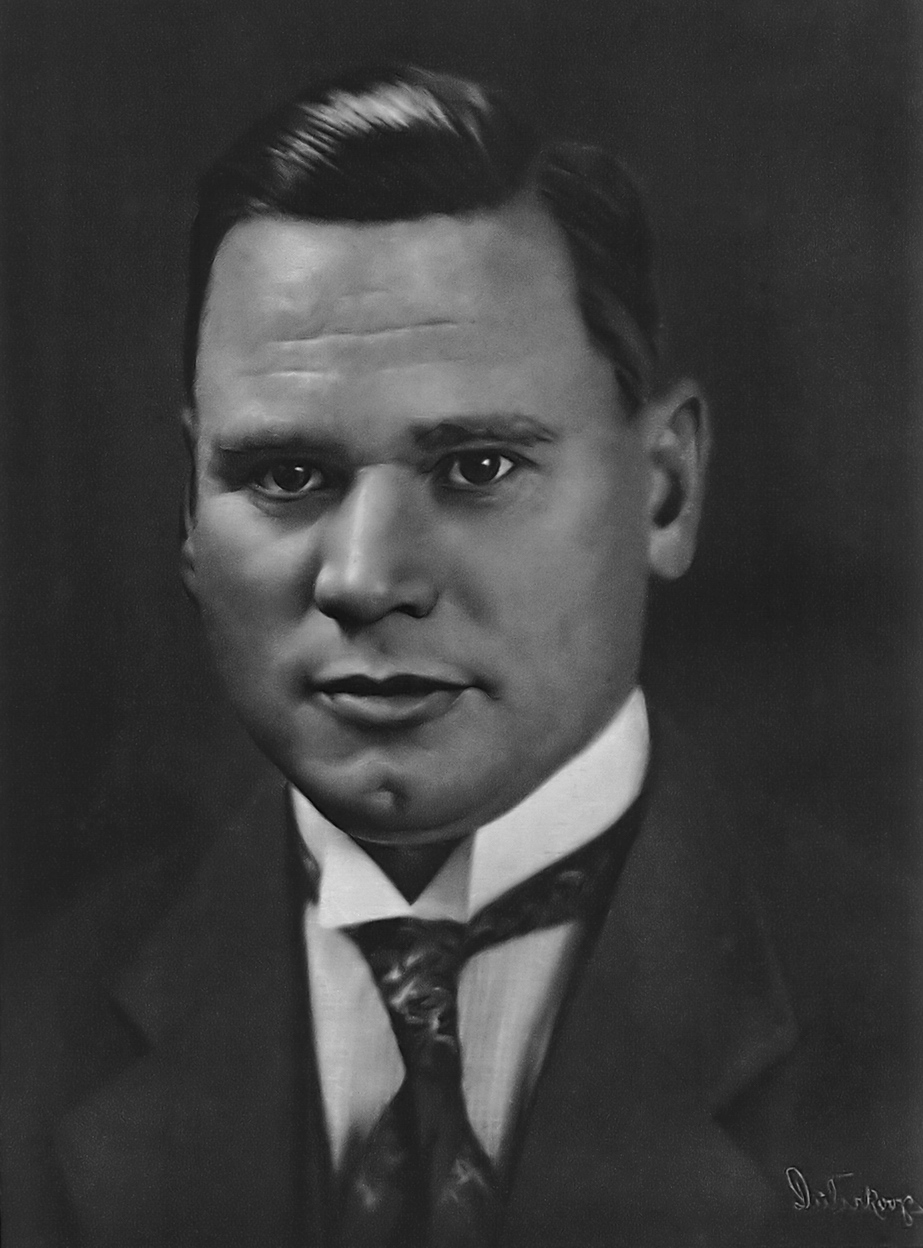
Max Brauer war ab 1946 Erster Bürgermeister

In die erste gewählte Bürgerschaft nach dem Zweiten Weltkrieg wurden 110 Abgeordnete gewählt (später 120 bzw. ab 1991 121). Ihre konstituierende Sitzung fand am 30. Oktober 1946 statt. Durch die Gewichtung der Stimmen anhand des Mehrheitswahlrechts bekam die SPD 83 Sitze in der Bürgerschaft, obwohl sie nur einen Stimmenanteil von 43 % erreicht hatte. Die SPD verfügte also über eine überragende Mehrheit in der Bürgerschaft und hätte ganz allein die Regierung stellen können, versuchte aber trotzdem mit einer Koalition die neue Demokratie auf ein breiteres Fundament zu stellen. Auf der einen Seite wollte man an die lange Tradition zwischen Sozialdemokraten und Liberalen in Hamburg anknüpfen und auf der anderen Seite den Bruderkampf mit der KPD nicht wieder aufkommen lassen. So kam es zu einer aus heutiger Sicht sehr ungewöhnlichen Koalition: die SPD erhielt neun, die FDP drei und die KPD einen Sitz in der neuen Regierung.

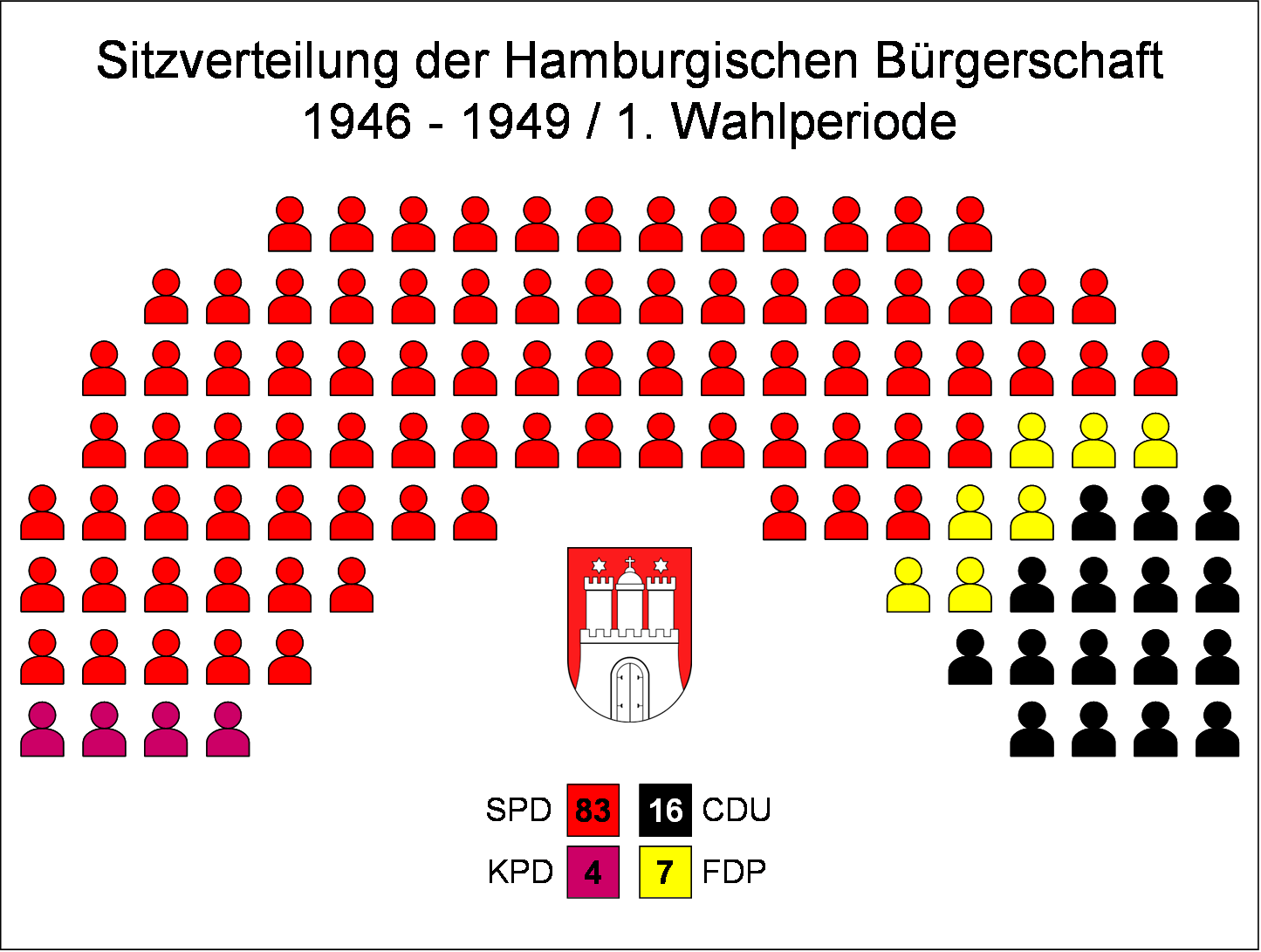
Die SPD erhält in der ersten frei gewählten Bürgerschaft im Oktober 1946 die absolute Mehrheit der Mandate.

Kritik (nicht nur durch die Opposition!) gegen das Wahlsystem der britischen Besatzung kam schnell auf, und dieses wurde schon 1949 bei der nächsten Bürgerschaftswahl nur noch modifiziert angewendet. Der aus der Emigration zurückgekehrte und neu gewählte Bürgermeister Max Brauer war selbst der Überzeugung, dass es eine starke Opposition geben müsse und das zunächst von den Briten eingeführte Wahlsystem für das Hamburg der Nachkriegszeit nicht angebracht sei. Der Kampf um ein neues Bürgerschaftswahlrecht sollte in dieser Wahlperiode noch häufiger auf der Tagesordnung stehen.
Die drei Regierungsparteien zeigten eine deutliche personelle Kontinuität zu den Parteien der Weimarer Republik. Die SPD (z. B. Gustav Dahrendorf oder Paula Karpinski) und KPD (z. B. Friedrich Dettmann oder Gustav Gundelach) konnten auf die Parteistrukturen der ersten Deutschen Republik zurückgreifen, aber auch die FDP formierte sich hauptsächlich aus den Mitgliedern der ehemaligen DDP (z. B. Christian Koch). Dagegen war die in der Opposition sitzende CDU eine Partei von vielen neuen Politikern, die noch keine praktischen Erfahrungen im Umgang mit dem Parlamentswesen hatten. Als Ausnahme ist der ehemalige DVP-Politiker Paul de Chapeaurouge zu nennen, der sich um eine bürgerliche Sammlungsbewegung bemühte. Trotz dieses Nachteils in der Parteistruktur konnten sich schnell einzelne Politiker der Opposition profilieren (z. B. Erik Blumenfeld oder Renatus Weber).

## Wahlen/Legislaturperioden (ab 1949)

### 2. u. 3. Wahlperiode (1949 bis 1957)

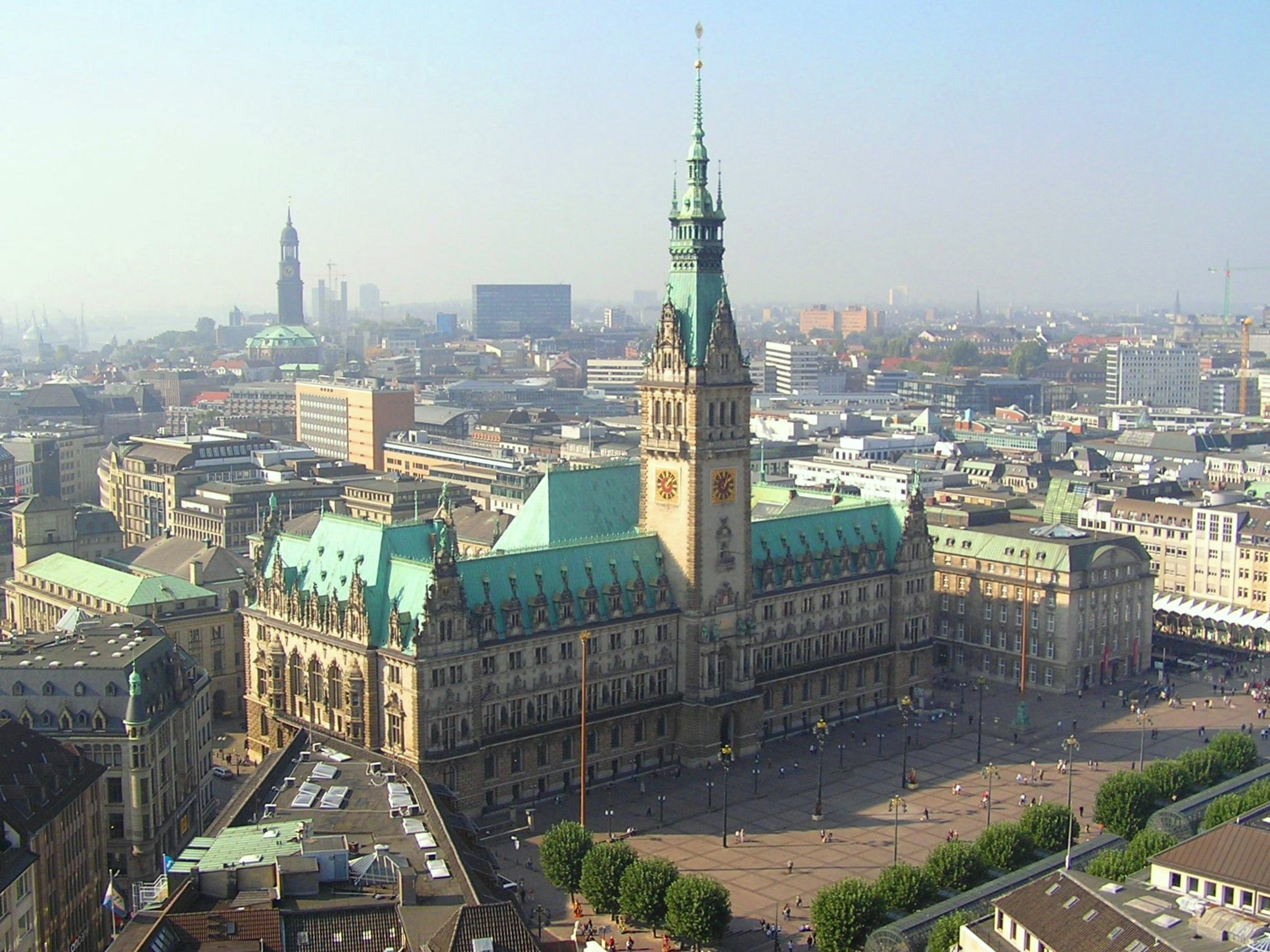
Sitz der Bürgerschaft: Das Hamburger Rathaus heute

Während der 1. Wahlperiode (1946–1949) wurde ein neues Wahlgesetz beschlossen, das bei der Wahl 1949 erstmals umgesetzt wurde. Es sollte die Übermacht einer einzelnen Partei (in diesem Fall der SPD) und das reine Mehrheitswahlsystem abgelöst werden. Neu waren die Aufstockung der Mandate von 110 auf 120 Parlamentarier und eine vierjährige Wahlperiode (bisher waren drei Jahre vorgesehen). Das Wahlsystem war ein Mischsystem aus einem Mehrheitswahlrecht (72 Mandate) und einem Verhältniswahlrecht (48 Mandate). Bei der Bürgerschaftswahl 1949 wurde die SPD wieder die stärkste Partei, stellte aber nur noch 65 (vorher 83) Sitze. Die Koalition zwischen SPD und FDP war schon vor der Wahl zerbrochen. Die FDP hatte sich mit der CDU und der DKP-DRP zusammengetan und den Vaterstädtischen Bund Hamburg wiederbelebt, eine Idee des Abgeordneten Paul de Chapeaurouge um die bürgerlichen Kräfte zu bündeln und den sozialistischen und kommunistischen Kräften etwas entgegenzustellen. Die Wahlbeteiligung lag mit 70,5 % fast 10 Prozentpunkte unter der von 1946.
Die Hauptaufgabe der Bürgerschaft war die Beratung und die Ausarbeitung einer Hamburger Verfassung. Vor allem die Verfassungsexperten der beiden großen Parteien, der Abgeordnete Renatus Weber (CDU) und der Senatssyndikus Wilhelm Drexelius (SPD), traten im Verfassungsausschuss und in den öffentlichen Beratungen hervor. Es gab grundlegende Unterschiede der beiden Blöcke in den Ansichten zur Ausrichtung der Verfassung. Die SPD forderte eine „Vergesellschaftung von Grund und Boden“ und ein Verbot von wirtschaftlicher Macht in privater Hand sowie von Monopolbildung. Der bürgerliche Block forderte dagegen eine liberalere und wirtschaftlich ausgerichtete Grundlage der Verfassung. Man verständigte sich auf folgende Formulierung in der Präambel, wie sie bis heute Gültigkeit hat: „Um die politische, soziale und wirtschaftliche Gleichberechtigung zu verwirklichen, verbindet sich die politische Demokratie mit den Ideen der wirtschaftlichen Demokratie.“ Im Unterschied zu den meisten anderen Landesverfassungen sind in Hamburg viele Fragen des materiellen Verfassungsrechts in allgemeine Gesetze verlagert worden. Dadurch können viele Änderungen, bei denen in anderen Bundesländern die Stimmen der Opposition für eine Verfassungsänderung benötigt werden, mit der einfachen Mehrheit des Parlaments beschlossen werden. Die Verfassung wurde von allen Mitgliedern der Bürgerschaft, außer den 5 Abgeordneten der KPD, am 4. Juni 1952 beschlossen. Hamburg war das letzte der westlichen Bundesländer, das sich eine Verfassung gegeben hatte.
Am 1. November 1953 fand die Wahl zur 3. Nachkriegsbürgerschaft statt. Nach einem zum Teil sehr emotional und hart geführten Wahlkampf, der sich vor allem mit der Schulreform beschäftigte, gewann eine Neuauflage des Bürgerblocks, der in der vorangegangenen Wahl keine Mehrheit fand. Diesmal setzte sich der Hamburg-Block aus CDU, FDP und DP durch und errang mit 62 Sitzen eine knappe Mehrheit. Der Block wählte den CDU-Politiker Kurt Sieveking zum Ersten Bürgermeister. Als Opposition war nur die SPD mit 58 Sitzen vertreten (die KPD schaffte wegen der neu eingeführten Fünf-Prozent-Hürde den Sprung ins Parlament nicht mehr; zudem wurde sie während der Wahlperiode im ganzen Bundesgebiet am 17. August 1956 verboten).
Zu einer Regierungskrise kam es, als sich die Abgeordneten der DP zusammen mit der SPD an einem konstruktiven Misstrauensvotum gegen den Bürgermeister beteiligen wollten. Auf Druck der Bundespolitik, vor allem von Konrad Adenauer, wurde diese Krise beigelegt und die Abgeordneten der DP ordneten sich wieder in den Hamburg-Block ein.

### 4. – 6. Wahlperiode (1957 bis 1970)
In den Jahren 1957 bis 1966 waren die Machtverhältnisse in der Bürgerschaft klar aufgeteilt. Die SPD gewann während der Wahlen 1957, 1961 und 1966 stetig dazu und konnte durchgehend die absolute Mehrheit der Stimmen auf sich verbuchen. Die CDU blieb in dieser Zeitspanne konstant bei knapp 30 % und die FDP unter 10 %. Trotz der absoluten Mehrheit der SPD war die FDP bis April 1966 weiterhin am Senat beteiligt.

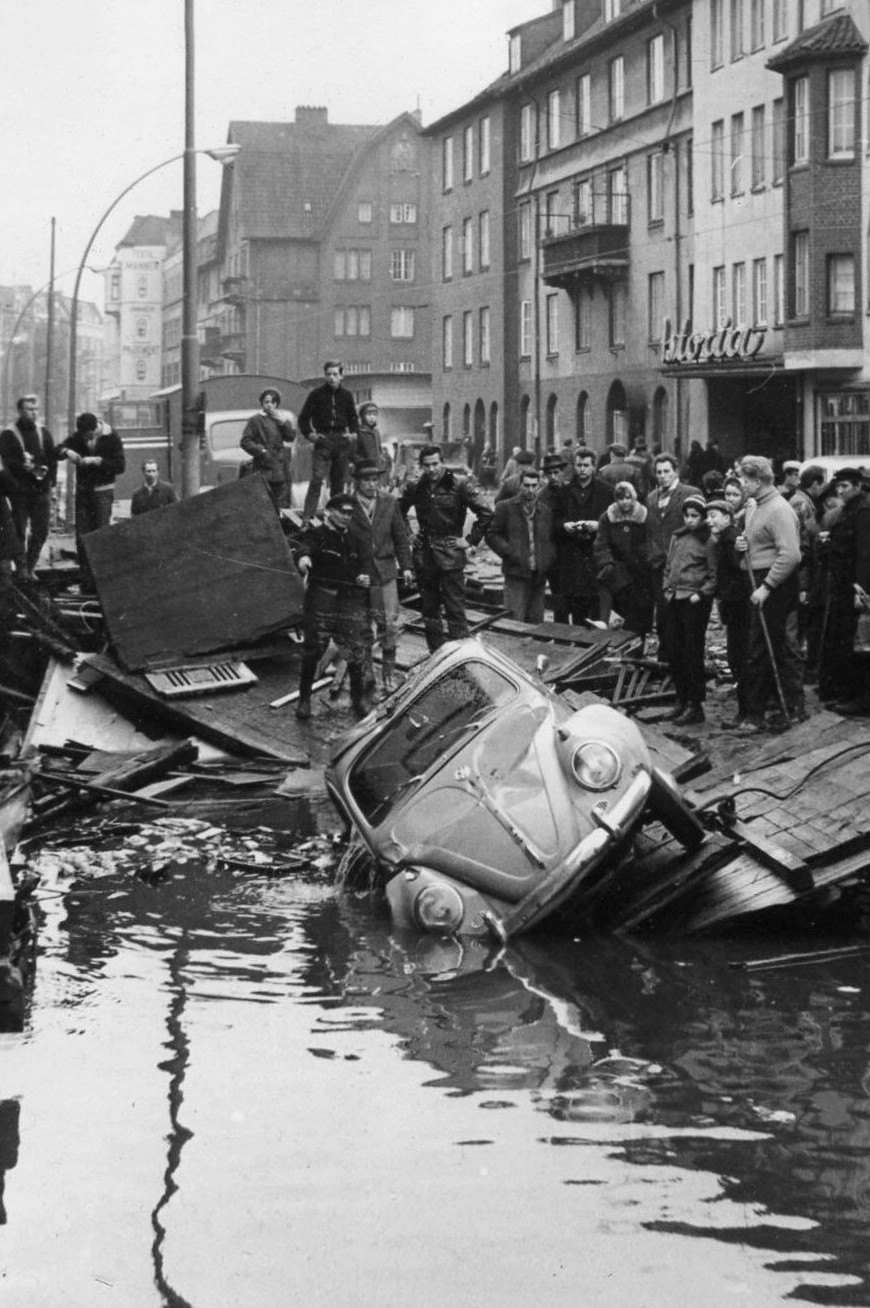
Die Sturmflut 1962 war ein wichtiges Thema in der Bürgerschaft

Bei der Bürgerschaftswahl 1957 konnte die SPD die Mehrheit der Sitze im Parlament wieder zurückgewinnen. Der Hamburg-Block, bei der Wahl 1953 als eine Vereinigung aus bürgerlichen Parteien geschaffen, konnte wegen grundlegender Meinungsunterschiede nicht fortgeführt werden. Der Block war schon vor der Wahl zerbrochen und die Parteien isoliert in den Wahlkampf gezogen. Die Wahl wurde erstmals als reine Verhältniswahl abgehalten, wie es das neue Wahlgesetz aus dem Jahre 1956 vorsah.
Die Deutsche Partei (DP), die 1953 noch mit dem Hamburg-Block ins Parlament eingezogen war, schaffte den Wiedereinzug nicht. Die KPD (die bei der Wahl 1953 noch 3,2 % der Stimmen erhalten hatte) war wegen des Parteiverbotes von 1956 bei dieser und den folgenden Wahlen nicht mehr vertreten. Bis zum ersten Einzug der Grünen (GAL) 1982 war es den Parteien der SPD, CDU und FDP alleine überlassen, die Abgeordneten zu stellen. Keine weitere Partei schaffte in diesen Jahren den Sprung über die Fünf-Prozent-Hürde.
Eine der hitzigsten Debatten der Wahlperiode war die Frage, inwieweit der Flughafen Hamburg in Fuhlsbüttel von Düsenflugzeugen angeflogen werden könne und solle. Alle Parteien waren bemüht zu sagen, dass man vorsichtig hinsichtlich der Lärmentwicklung sein müsse. Im Gegensatz dazu waren aber die Abgeordneten unterschiedlichster Meinung zur zukünftigen Nutzung des Flughafens.
Bei der Bürgerschaftswahl 1961 gab es ein klares Votum für die SPD/FDP-Regierung. Die SPD gewann, ebenso die FDP. Die einzige Oppositionspartei, die CDU, verlor Stimmen und rutschte unter 30 %. Während der Wahlperiode wurde die Sturmflut 1962 eines der Themen. In der Bürgerschaft wurde unter anderem ausführlich das Vorgehen des Innensenators Helmut Schmidt besprochen und der angeblich unzureichende Schutz vor solchen Flutkatastrophen moniert. Ein anderes Thema, das auch die Bürgerschaft beschäftigte, war die sogenannte Spiegel-Affäre. 1965 gab Paul Nevermann das Amt des ersten Bürgermeisters ab, sein Nachfolger wurde Herbert Weichmann. Dieser schaffte ein Jahr später mit 59 % bei der Bürgerschaftswahl das bis heute beste Ergebnis für die SPD in der Hansestadt.
Nach der Bürgerschaftswahl 1966 war die FDP nicht mehr bereit, sich an der Regierungsverantwortung zu beteiligen. Die bis dahin von der SPD ausgesprochenen freiwilligen Koalitionsangebote (die SPD hätte durch ihre absolute Mehrheit auch alleine den Senat stellen können) wurden ausgeschlagen.

### 7. – 9. Wahlperiode (1970 bis 1982)
Bei der Wahl 1970 verlor die SPD erstmals seit 1949 Stimmenanteile. Zwar reichte die absolute Mehrheit weiterhin aus, die Regierung und den Ersten Bürgermeister zu stellen, aber ein Abwärtstrend sollte sich bei den nächsten Wahlen fortsetzen. Im Gegenzug konnte die CDU einen Aufwärtstrend einläuten. Unter dem Landesvorsitzenden und Bundestagsabgeordneten Dietrich Rollmann wollte die CDU endlich dem selbst sogenannten „30-Prozent-Ghetto“ entfliehen und konnte dieses auch verwirklichen. Die FDP ging, nach der Ablehnung der Regierungsbeteiligung 1966, jetzt wieder eine Koalition mit der SPD ein (dem Senat 1970 unter Herbert Weichmann beziehungsweise dem Senat 1971 unter Peter Schulz).
Wichtigste Themen in der Wahlperiode waren die Forderungen der Studentenschaft nach einer Reform der Hochschulgesetzgebung. Bei der Hochschulreform hatten alle Fraktionen ihre Gesetzesvorlagen und Ideen in die Bürgerschaft eingebracht. Überschattet wurden diese Verhandlungen von den zum Teil massiven Studentenunruhen der Zeit. Ein anderes Thema war die Reform des Parlaments.

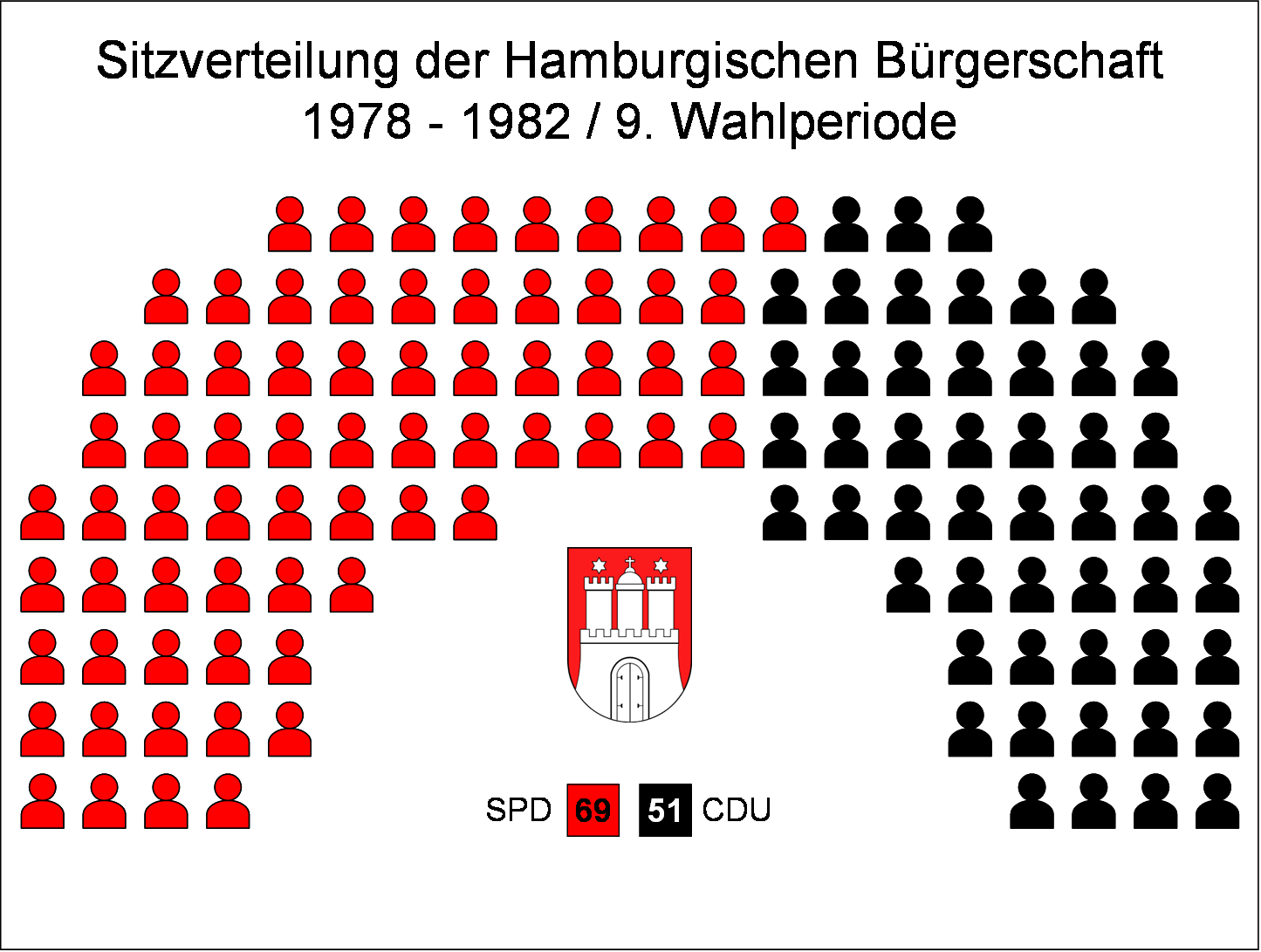
Nach der Wahl 1978 gibt es nur zwei Parteien in der Bürgerschaft

Die Bürgerschaftswahl 1974 sollte den Trend von 1970 bestätigen. Die SPD verlor über 10 Prozentpunkte und der Erste Bürgermeister Peter Schulz trat ein halbes Jahr später aufgrund des Ergebnisses zurück (Nachfolger wurde Hans-Ulrich Klose). Die CDU mit ihrem Spitzenkandidaten Erik Blumenfeld schaffte den Sprung auf knapp über 40 %, womit die beiden großen Parteien nur noch knapp 5 % Punkte voneinander entfernt waren. Die SPD benötigte erstmals die FDP um einen Senat stellen zu können. Die Liberalen hatten mit einem Zugewinn von 4 Prozentpunkten eine deutlich bessere Verhandlungsposition als bei den Regierungsbeteiligungen vorher. Die SPD-Fraktion wirkte dagegen zerrissen und war sich in vielen Themen uneins. So waren die Projekte des Senats wie der Bau von zwei neuen Kernkraftwerken, die Hafenerweiterung, der weitere Ausbau der Elbe als Schifffahrtsweg und der Radikalenerlass umstritten und stellten die Fraktion vor eine Zerreißprobe.
Bei der Wahl 1978 wurden die Trends der Wahlen 1970 und 1974 wieder in das Gegenteil verkehrt. Die SPD gewann mit über 50 % die absolute Mehrheit zurück; die CDU verlor leicht und rutschte wieder unter 40 %. Die FDP war der klare Verlierer der Wahl und verpasste mit 4,8 % den Einzug ins Parlament. Es war die einzige Wahlperiode, in der nur die beiden großen Parteien der SPD und CDU in der Bürgerschaft vertreten waren. Bereits bei der nächsten Wahl schaffte die Grün-Alternative Liste erstmals den Einzug ins Hamburger Parlament. Bei der Wahl 1978 waren die beiden Vorgänger-Organisationen Bunte Liste – Wehrt euch und die Grüne Liste Umweltschutz (GLU) auf zusammen mehr als 4 % gekommen, in Hamburg-Eimsbüttel konnte die Bunte Liste sogar mit zwei Abgeordneten in die Bezirksversammlung einziehen.

### 10. – 13. Wahlperiode (1982 bis 1991)
1982 und 1986/87 sollte es je zwei Bürgerschaftswahlen mit jeweils stark unterschiedlichen Ergebnissen geben. Durch die sogenannten „Hamburger Verhältnisse“ konnten sich die Parteien auf keine regierungsfähige Mehrheit einigen und somit war der einzige Ausweg in beiden Fällen eine Neuwahl.

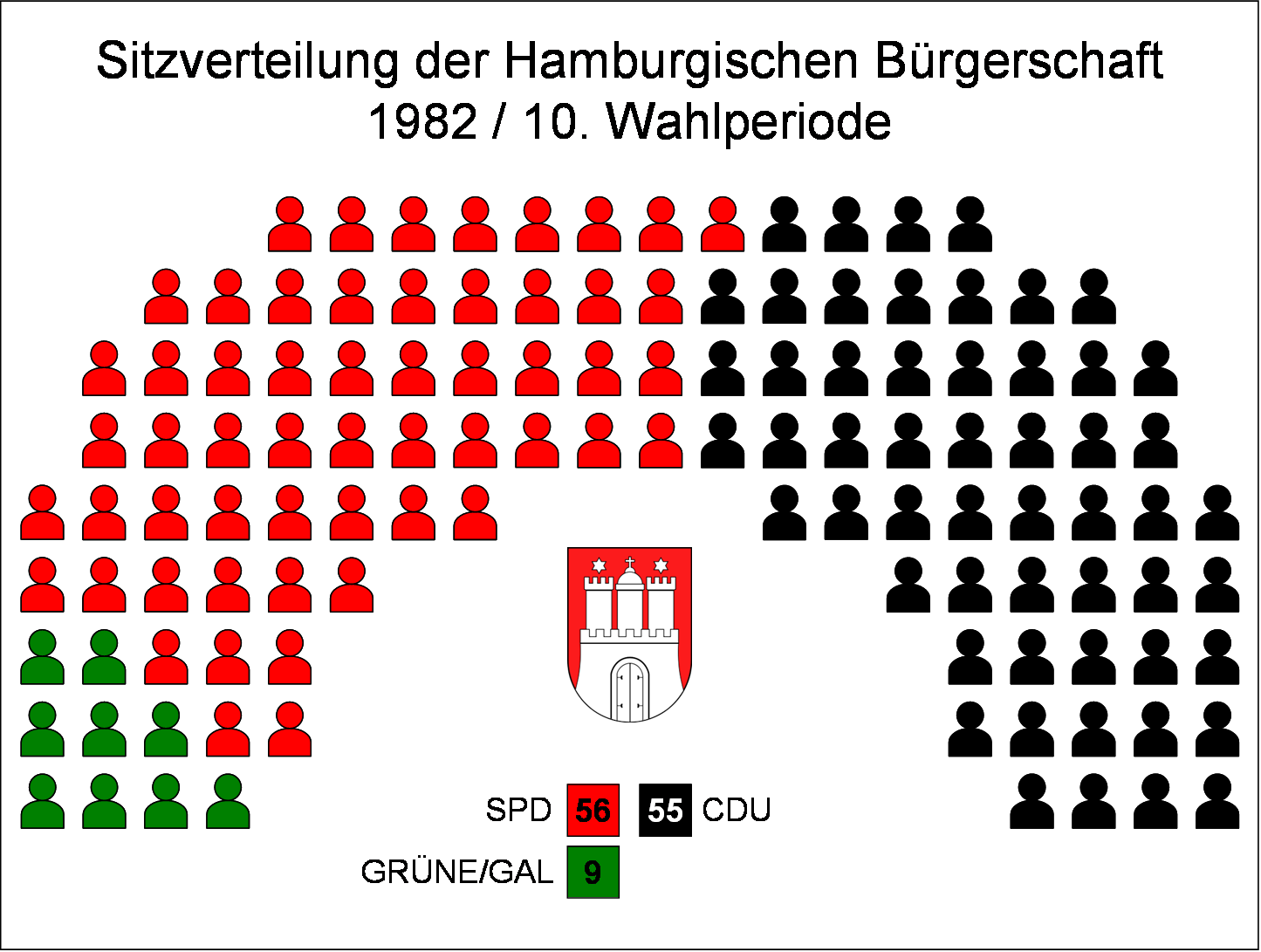
„Hamburger Verhältnisse“ im Juni 1982. Erstmals wäre in einem Landesparlament eine rot-grüne Mehrheit möglich

Bei der ersten Wahl im Juni 1982 konnte die CDU erstmals die meisten Stimmen auf sich versammeln. Mit einem Vorsprung von einem halben Prozentpunkt besser als die SPD, aber ohne reellen Koalitionspartner, konnte die CDU keine Mehrheit in der Bürgerschaft stellen. Die FDP war nicht in die Bürgerschaft eingezogen und wieder knapp an der Fünf-Prozent-Hürde gescheitert. Eine Große Koalition kam durch die teilweise sehr unterschiedlichen Ansichten nicht zustande und wurde auch vom Spitzenkandidat der SPD und Ersten Bürgermeister Klaus von Dohnanyi kategorisch ausgeschlossen.
Die Sozialdemokraten hätten zwar rein rechnerisch die Möglichkeit mit der GAL zusammenzuarbeiten und es kam auch zu Gesprächen über eine Tolerierung eines SPD-Senates durch die GAL. Die Gespräche zwischen den Parteien wurden aber nach kurzer Zeit abgebrochen. Seitens der GAL wurden die Tolerierungsgespräche mit dem Ziel geführt, die SPD als prinzipienlose Partei darzustellen und für die Öffentlichkeit die Widersprüche zwischen Handeln und Programmatik der SPD deutlich zu machen.
Bei der Zweiten Wahl des Jahres 1982 im Dezember konnte die SPD ihre absolute Mehrheit zurückgewinnen. Die CDU und FDP verloren, und auch die GAL musste etwa einen Prozentpunkt abgeben, schaffte aber den Einzug ins Parlament klar. Neu an der Wahlperiode, die bis 1986 laufen sollte, war das Rotationsprinzip der GAL.

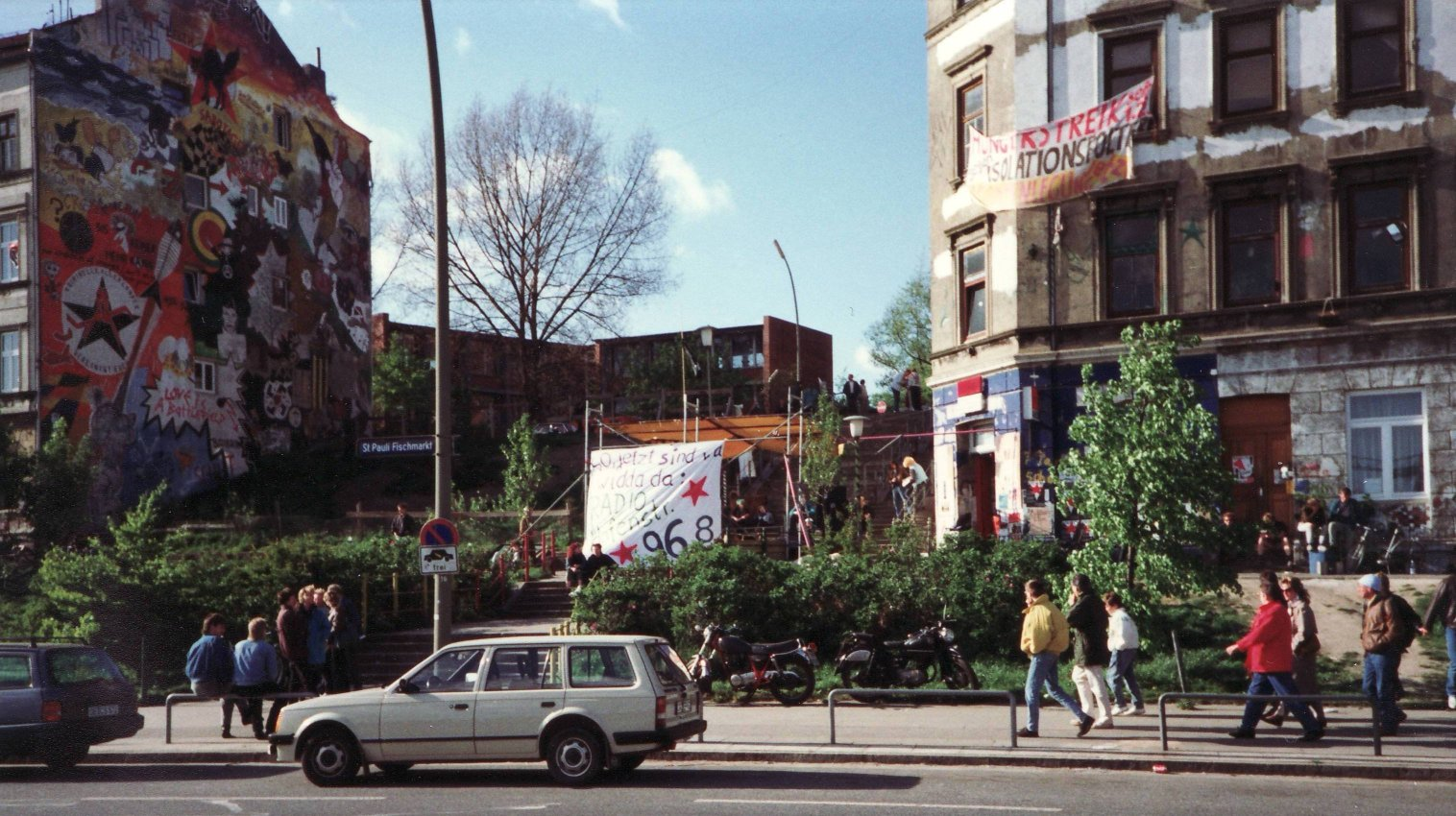
Die Hafenstraße war ein Dauerstreitpunkt in der Bürgerschaft

Themen der Wahlperiode waren die bundesweiten Themen, die auch in Hamburg Wellen schlugen: die NATO-Nachrüstung und der Kampf gegen die Atomenergie. In Hamburg zählen die Themen Hafenerweiterung, Elbvertiefung und die besetzten Häuser in der Hafenstraße zu den Kernpunkten der Auseinandersetzung. Zudem war in dieser 10. Wahlperiode ein Parlamentarischer Untersuchungsausschuss eingerichtet worden, der sich mit dem Skandal um den Arzt Rupprecht Bernbeck am Allgemeinen Krankenhaus Barmbek beschäftigte. Am Ende der Wahlperiode kommt es im Rahmen einer Demonstration zum Hamburger Kessel, der die Bürgerschaft bis weit in die nächste Wahlperiode hinein beschäftigen sollte.
Ein weiteres Mal kam es in der Hansestadt zu den sogenannten „Hamburger Verhältnissen“ bei der Wahl im November 1986. Sie war für die SPD verlustreich und ergab leichte Zugewinne der CDU und der FDP, die aber erneut nicht den Sprung ins Parlament schaffte. Der größte Gewinner der Wahl war die GAL, die über 10 % der Stimmen erhielt. Wie bereits 1982 waren die Positionen der drei in der Bürgerschaft vertretenen Parteien zu weit auseinander, als dass sich die Fraktionen auf eine regierungsfähige Koalition einigen konnten. Bei der Ende November 1986 konstituierenden Bürgerschaftssitzung kamen die Abgeordneten der GAL, die sich als reine Frauenliste bei der Bürgerschaftswahl aufgestellt hatten, in Nadelstreifenanzügen sowie Krawatten oder Fliegen. Sie griffen die sarkastische Bezeichnung des Bürgermeisters Dohnanyi auf, der eine Frauenliste als „Kasperletheater“ bezeichnete.

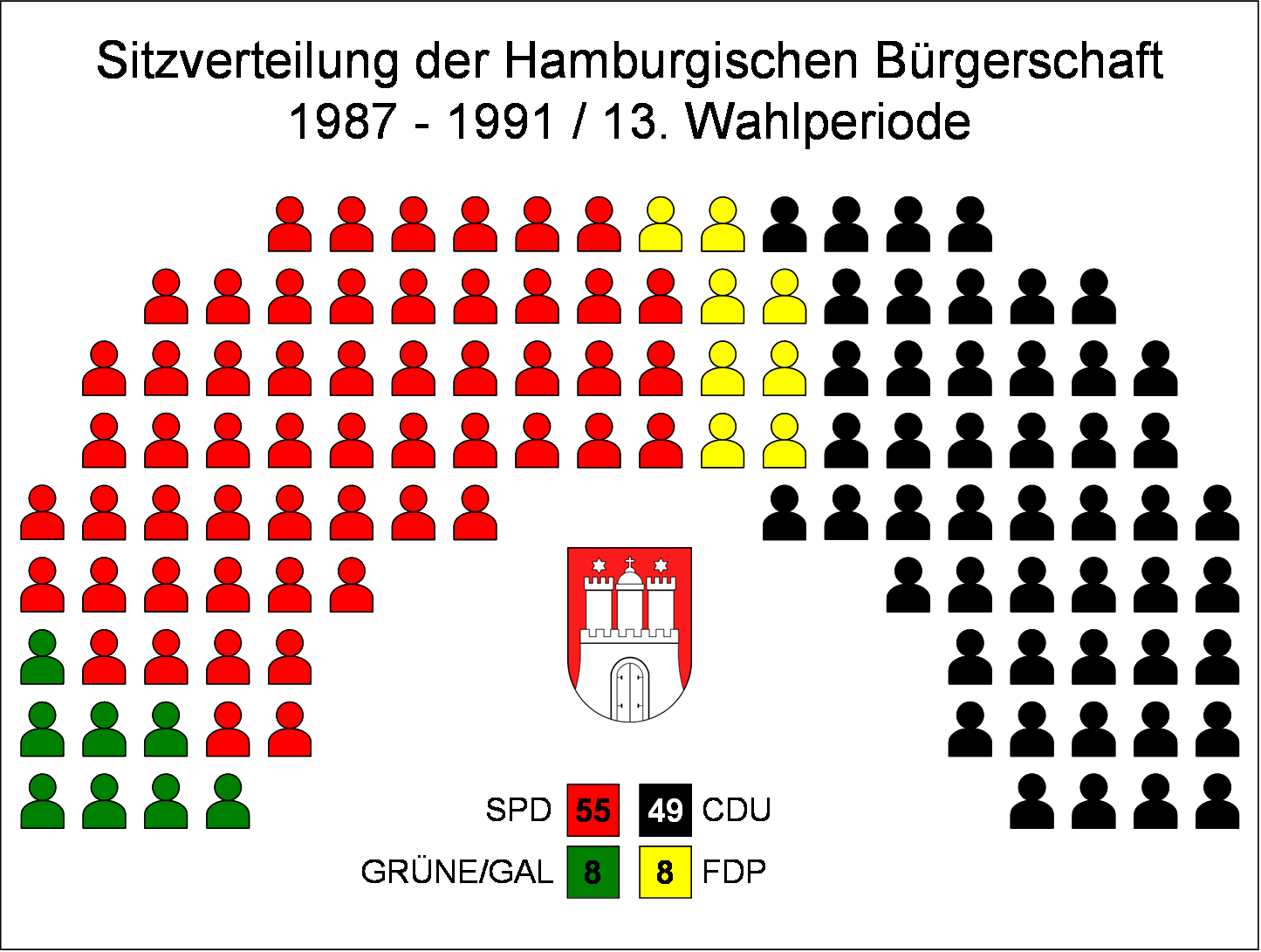
Nach der Bürgerschaftswahl 1987 wurde eine sozialliberale Koalition gebildet.

Wegen der unklaren Machtverhältnisse im Rathaus kam es im Mai 1987 wieder zu Neuwahlen. Wie bereits bei den Neuwahlen 1982 gewann die SPD, die GAL sowie die CDU verloren an Prozentpunkten. Im Gegensatz zu 1982 aber gewann die FDP dazu und konnte erstmals seit 1978 mit 8 Abgeordneten wieder ins Parlament einziehen. Sie ging mit der SPD eine Koalition ein, die bis 1991 fortgeführt wurde.
Das Hauptthema der Wahlperiode war der Konflikt um die besetzten Häuser in der Hafenstraße. Die Lage, die sich im November 1987 zuspitzte, führte in der Bürgerschaft zu hitzigen Debatten. Gegen den Protest der CDU-Opposition und gegen große Bedenken in den eigenen Parteien setzten die beiden Bürgermeister Klaus von Dohnanyi und Ingo von Münch am 19. November 1987 die Tolerierung der Hausbesetzungen durch, um einer möglichen Konfrontation entgegenzuwirken. Der CDU-Chef Jürgen Echternach bezeichnete den geschlossenen Vertrag zwischen Stadt und Hafenstraßenbewohnern als „völligen Quatsch“ und setzte mit seiner Fraktion einen Parlamentarischen Untersuchungsausschuss durch.
Im April 1990 entstand aus den GAL-Abgeordneten Heide Neitsch, Eva Hubert, Krista Sager und Angela Friedrich (später kamen noch Margret Hauch und Helga Wullweber dazu) die parteilose „Frauenfraktion“.

### 14.–16. Wahlperiode (1991 bis 2001)
Bei der Wahl 1991 wurden 121 statt zuvor 120 Abgeordnete gewählt. Man wollte so Pattsituationen verhindern und eine Mehrheitsbildung vereinfachen.
Die SPD erhielt mit Henning Voscherau, der 1988 die Nachfolge von Dohnanyis angetreten hatte, bei der Bürgerschaftswahl 1991 48,0 % der Wählerstimmen und 61 Sitze, also die kleinstmögliche absolute Mehrheit. Die CDU erhielt 35,1 % (minus 5,4 Prozentpunkte). Die beiden kleinen Parteien GAL und FDP hielten ungefähr ihr Ergebnis von 1987. Die Wahlbeteiligung von 66,1 % war die bis dato geringste seit Bestehen der Bundesrepublik; bei späteren Wahlen war sie wieder höher (1993: 69,9 %; 1997: 68,7 %; 2001: 71,05 %).
Nach der Wahl klagte eine Gruppe von etwa 20 CDU-Mitgliedern gegen die Gültigkeit der Bürgerschaftswahl. Die Kandidatenaufstellung bei der CDU hätte gegen Wahlrechtsgrundsätze verstoßen. Das Verfassungsgericht gab dem Antrag recht. Es kam zu einer Neuwahl am 19. September 1993.
Einer der Kläger, der Verleger Markus Wegner, gründete die STATT Partei. Diese erreichte auf Anhieb bei der Wahl 1993 5,6 %. Die CDU erhielt 25,1 % (ihr bis dahin schlechtestes Ergebnis seit Bestehen) und die FDP schaffte den Sprung ins Parlament nicht. Die Grünen erhielten 19 Mandate, 10 mehr als 1991. Die SPD erhielt 40,4 %; sie koalierte mit der STATT Partei (Senat Voscherau III).
1991 konnten die vier etablierten Parteien (SPD, CDU, GAL und FDP) noch 95,7 Prozent der Wählerstimmen auf sich vereinen, 1993 waren es nur noch 83,2 Prozent.
„Kleine Parteien“ erhielten relativ viele Stimmen: die STATT Partei 5,6 %, Republikaner 4,8 %, DVU 2,8 % und „Die Grauen“ 1,6 %.
1996 beschloss die Bürgerschaft eine umfangreiche Verfassungsreform. Bereits während der 14. Wahlperiode (1991 bis 1993) war eine „Enquete-Kommission Parlamentsreform“ unter dem Vorsitz des späteren Justizsenators Wolfgang Hoffmann-Riem tätig gewesen; in der 15. Wahlperiode (1993–1997) setzte der Verfassungsausschuss die Arbeit der Kommission fort und brachte die Überarbeitung in Gesetzesform. Einer der Hauptpunkte der Verfassungsreform war die Abkehr vom rein ehrenamtlichen Mandat in der Bürgerschaft. Der Status der Abgeordneten wurde umgewandelt in eine Teilzeitbeschäftigung.
Bei der Wahl 1997 erhielt die SPD 36,2 % und die GAL 13,9 %. Sie gingen erstmals eine Koalition ein (Senat Runde); Ortwin Runde wurde Erster Bürgermeister. Die CDU erhielt 30,7 %; die FDP scheiterte erneut an der Fünf-Prozent-Hürde. Die rechtsextreme DVU erhielt 4,98 %; ihr fehlten 190 Stimmen für den Einzug in die Bürgerschaft. Die STATT-Partei, deren Gründer Markus Wegner bereits 1995 im Streit ausgetreten war, erhielt 3,8 %.
Mit Beginn der 16. Wahlperiode (1997) verlor die Bürgerschaft den Status eines reinen Feierabendparlaments. Die Abgeordneten übten vorher ihr Mandat als Ehrenamt aus und erhielten statt Diäten eine steuerfreie Aufwandspauschale. Seit 1997 ist das Abgeordnetenmandat nicht mehr ehrenamtlich, sondern nebenamtlich, die Sitzungszeiten beginnen bereits am frühen Nachmittag und die Diäten wurden deutlich erhöht, liegen aber mit 2500 Euro immer noch unter denen anderer Bundesländer.
Am 18. Mai 1999 spalteten sich die fünf Abgeordneten Norbert Hackbusch, Susanne Uhl, Heike Sudmann, Lutz Jobs und Julia Koppke von der GAL ab und bildeten die Gruppe Regenbogen – Für eine neue Linke. Die rot-grüne Koalition wurde aufgrund ihrer breiten Mehrheit dadurch jedoch nicht gefährdet. Die Bürgerschaftsgruppe konnte sich als Wählergemeinschaft bei den nächsten Wahlen nicht durchsetzen (2001 erhielt sie 1,7 % und 2004 1,1 % der Stimmen).

### 17. und 18. Wahlperiode (2001 bis 2008)

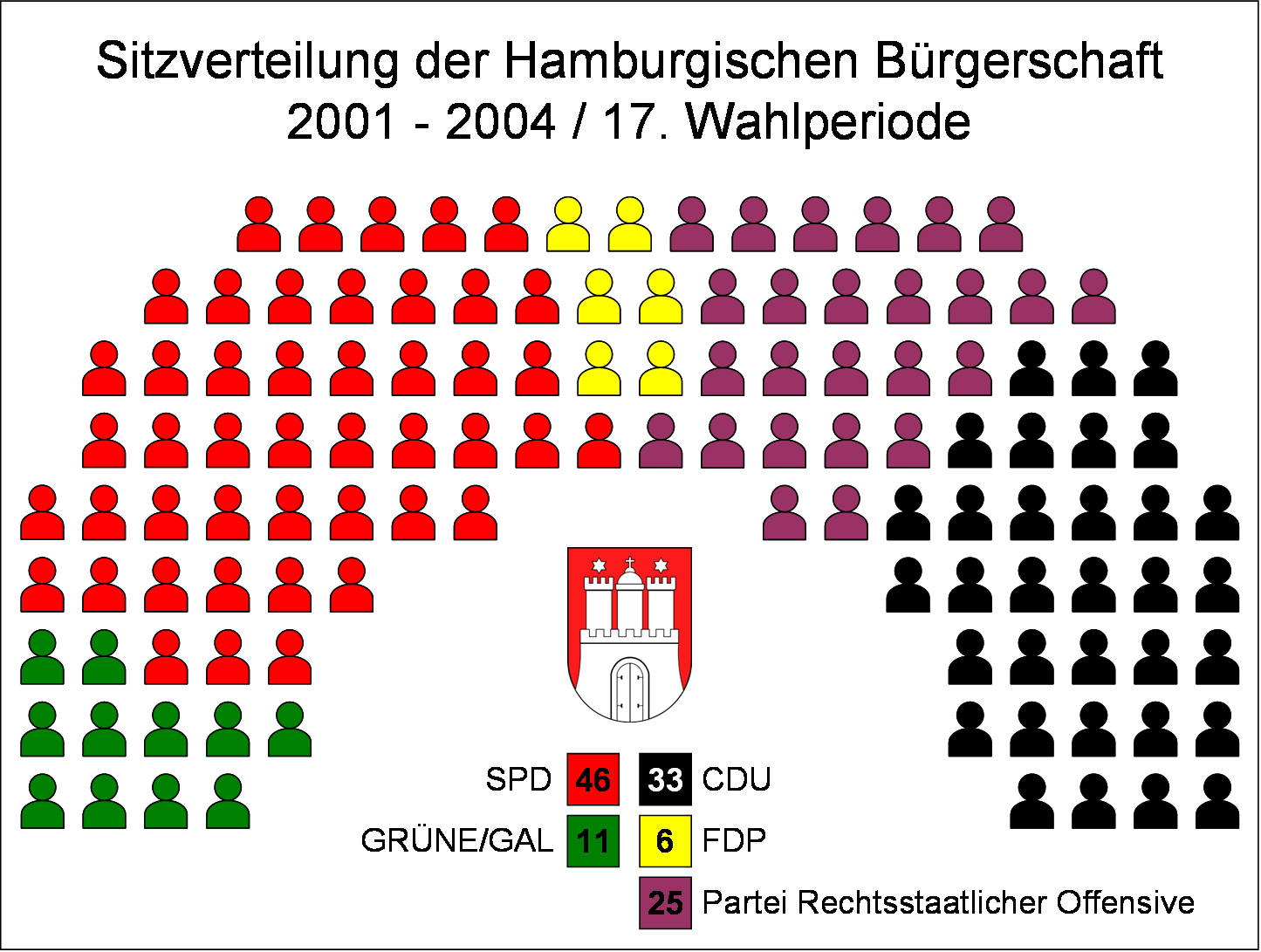
Erstmals sind fünf Fraktionen gleichzeitig in der Bürgerschaft vertreten.

Die CDU verlor bei der Wahl 2001 und fiel klar unter die 30-Prozent-Marke, konnte aber mit der von Ronald Schill neu gegründeten Partei Rechtsstaatlicher Offensive (Schill) und der FDP eine Koalition eingehen. Der Koalition unter Einbindung der „rechtspopulistischen“ Partei von Ronald Schill schlug einige Skepsis entgegen.
Die SPD, die ihr Wahlergebnis von 1997 halten konnte, musste erstmals seit 1953 wieder in die Opposition gehen. Damit stellte die stärkste Partei des Parlaments nicht den Ersten Bürgermeister, ein Novum in Hamburg seit 1946. Die GAL/Grüne verloren deutlich und rutschten unter 9 %. Eine Ampelkoalition, die kurzzeitig im Gespräch war, wurde schnell von der GAL als nicht realistisch vom Tisch gefegt.
Während dieser 17. Wahlperiode kam es dann zu einem Bruch der Koalition mit der Partei um den Innensenator Schill. Er hatte im Sommer 2003 dem Ersten Bürgermeister Ole von Beust mit Enthüllungen gedroht. Von Beust ging in die Offensive, entließ den Innensenator, versuchte jedoch, die Koalition mit Schills Partei weiterzuführen. Durch Querelen mit dem Koalitionspartner sah sich die CDU im Dezember genötigt, Neuwahlen auszurufen und die Koalition mit der FDP und der Schill-Partei als beendet zu erklären.

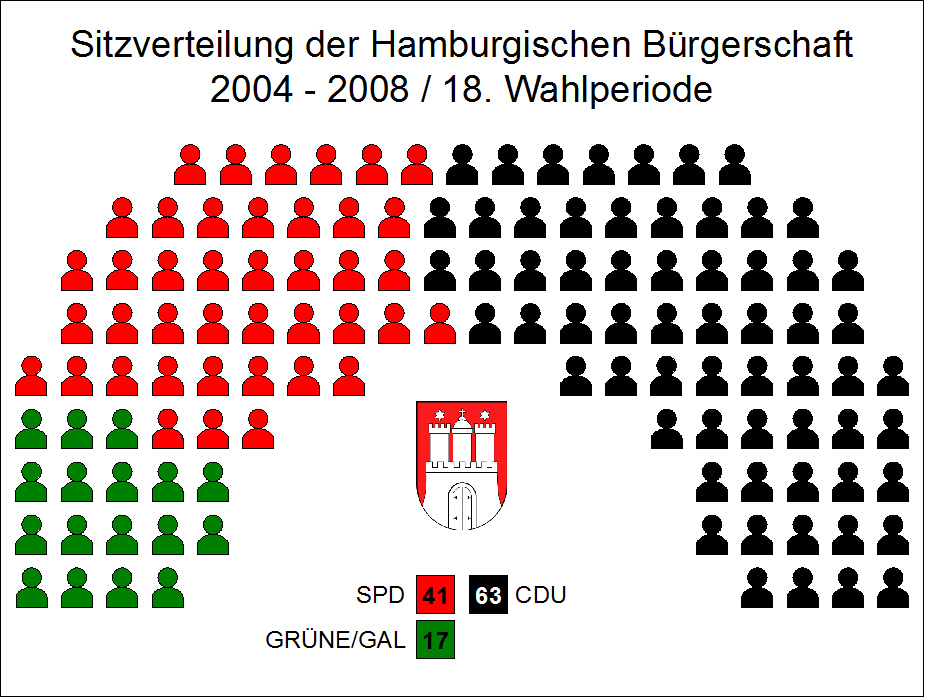
Ein Novum in Hamburg: Die CDU hat die absolute Mehrheit

Bei der Bürgerschaftswahl 2004 konnte die CDU mit 47,2 % der Wählerstimmen und 63 Sitzen erstmals in ihrer Geschichte die absolute Mehrheit der Mandate erringen und so alleine den Senat stellen. Zudem konnte Ole von Beust durch das Vorgehen gegen den ehemaligen Innensenator sein Profil schärfen und für die CDU das bisher beste Wahlergebnis in Hamburg einfahren. Die neue Partei von Ronald Schill, die SPD und die FDP waren die Verlierer der Wahl. Die SPD rutschte auf das schlechteste Ergebnis seit dem Zweiten Weltkrieg und die Partei um Schill sowie die FDP konnten nicht die Fünf-Prozent-Hürde erklimmen. Der einzige Gewinner der Wahl neben der CDU war die GAL, die wieder auf über 10 % der Stimmen zulegen konnte.
2004 wurde im Wege des Volksentscheids ein neues Wahlrecht in Hamburg verabschiedet. 2006 schaffte die Bürgerschaft mit den Stimmen der CDU-Fraktion gegen die Stimmen der Oppositionsfraktionen Kernelemente dieses Wahlrechts wieder ab. 2007 erklärte das Hamburgische Verfassungsgericht die Reform von 2006 in wesentlichen Teilen für verfassungsgemäß. Die für verfassungswidrig erklärten Teile mussten jedoch von der Bürgerschaft neu geregelt werden.

### 19. Wahlperiode (2008 bis 2011)

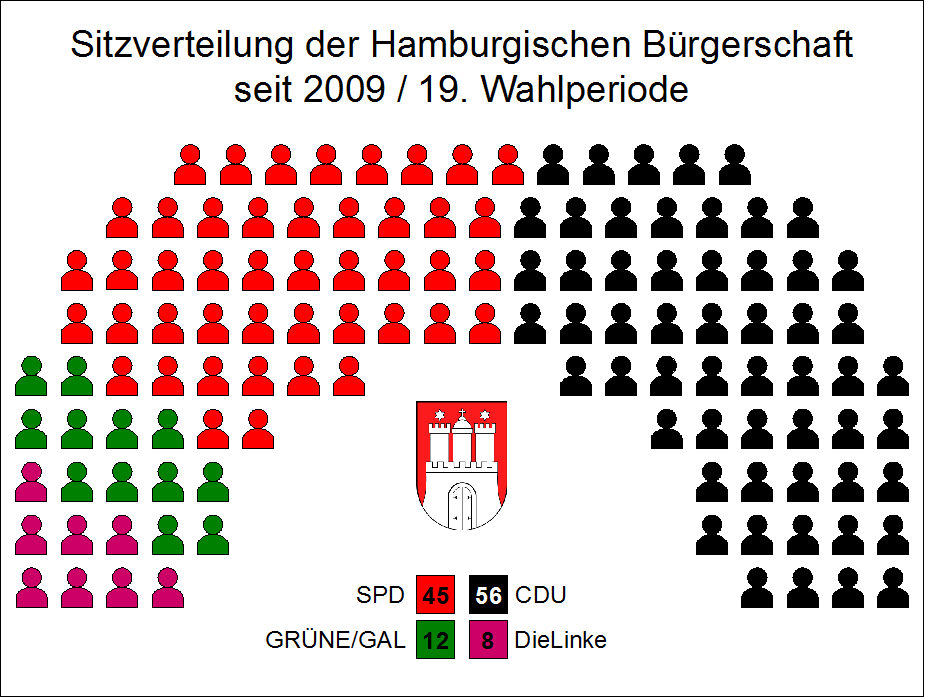
Erstmals kommt es zu einer schwarz-grünen Koalition auf Landesebene.

Bei der Bürgerschaftswahl 2008 konnte die CDU trotz Verlusten wieder die meisten Stimmen auf sich verbuchen. Die SPD gewann dazu, konnte aber ihr Ziel, wieder stärkste Fraktion zu werden, nicht erreichen. Die GAL verlor und fiel unter 10 % der abgegebenen Stimmen. Die FDP konnte zwar ihr Ergebnis fast verdoppeln, scheiterte aber knapp an der Fünf-Prozent-Hürde. Erstmals zog Die Linke mit über 6 % der Wählerstimmen in die Bürgerschaft ein. Eine Regierungskoalition aus CDU und SPD bzw. CDU und GAL war rechnerisch möglich. Auch eine Koalition aus SPD, GAL und Linke war es, wurde aber bereits vor der Wahl von allen Beteiligten, auch von der Linken, ausgeschlossen.

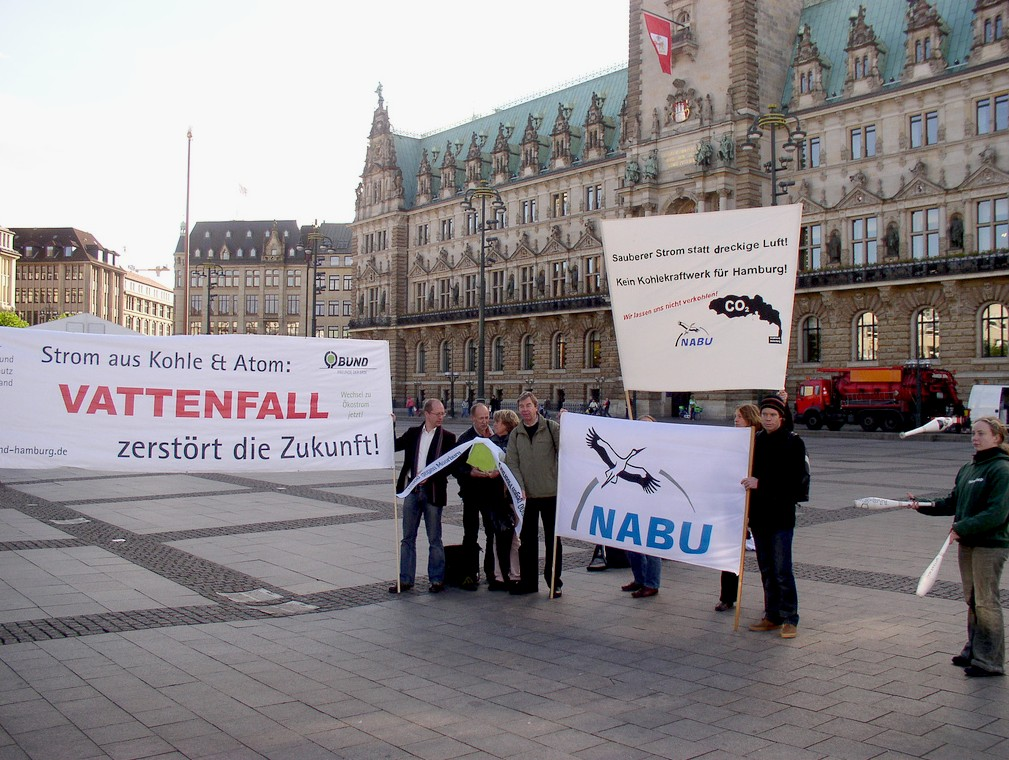
Streitpunkt auch in der Bürgerschaft: das Kraftwerk Moorburg

Bei der Wahl kam ein neues Wahlrecht zum Einsatz, bei dem Hamburg in 17 Bürgerschaftswahlkreise aufgeteilt wurde. Zudem konnte der Wähler in den Wahlkreisen, neben einer Stimme für die Landesliste, 5 Stimmen auf verschiedene Kandidaten verteilen. Durch die Rücknahme eines digitalen Wahlstiftes verzögerte sich die Auszählung der Direktkandidaten um mehrere Tage.
Der Wahlkampf in Hamburg war auf der einen Seite durch stadtspezifische Themen und die beiden Spitzenkandidaten bestimmt. Zudem war der Wahlkampf durch die Landtagswahl in Hessen und die dortige Patt-Situation und mögliche Koalitionen beeinflusst. Themen waren die auch bundesweit diskutierte Jugendgewalt und Bildungspolitik. Hamburgspezifische Themen waren dagegen der Volksentscheid, die Uni-Gebühr, der Neubau des Steinkohlekraftwerks im Hamburger Stadtteil Moorburg und die geplante Elbvertiefung. Dazu kam das Thema über den Umgang mit der Linkspartei, was vor allem am Ende des Wahlkampfes bestimmend war. Neben den Themen war es ein personalisierter Wahlkampf. Die beiden Kontrahenten Ole von Beust (CDU) und Michael Naumann (SPD) prägten auf den Wahlplakaten das Bild in der Stadt.

### 20. Wahlperiode (2011 bis 2015)
Bei der Bürgerschaftswahl 2011 konnte die SPD mit ihrem Spitzenkandidaten Olaf Scholz die absolute Mehrheit der Sitze in der Hamburgischen Bürgerschaft gewinnen, die CDU verlor drastisch an Zustimmung bei den Wählern und halbierte ihren Stimmanteil annähernd. Neben der GAL und den Linken kam auch die FDP erstmals seit 2001 wieder in die Bürgerschaft.
Olaf Scholz wurde am 7. März 2011 zum neuen Ersten Bürgermeister Hamburgs gewählt, die Abstimmung über seinen Senat ist am 23. März erfolgt.
Am 13. Februar 2013 beschloss die Bürgerschaft, ihre Wahlperiode ab der nächsten Wahl auf fünf Jahre zu verlängern und das aktive Wahlrecht für 16- und 17-Jährige zu öffnen.

### 21. Wahlperiode (2015 bis 2020)
Die Bürgerschaftswahl 2015 fand am 15. Februar statt. Neben den fünf bisherigen Fraktionen zog mit 6,1 % auch die Alternative für Hamburg in die Bürgerschaft ein, der damit erstmals nach dem Zweiten Weltkrieg sechs Parteien angehörten. Die SPD verlor ihre absolute Mehrheit und bildete mit den Grünen, die ebenso wie die FDP leicht dazu gewann, einen rot-grünen Senat. Bürgermeister blieb Olaf Scholz (→ Senat Scholz II). Seine Stellvertreterin wurde Katharina Fegebank (Grüne Hamburg). Die Linke erhielt 8,5 % (ihr bis dato bestes Ergebnis bei einer Bürgerschaftswahl); die CDU erhielt 15,9 % der Wählerstimmen (nach 21,9 % in 2011 und 42,6 % in 2008).
Dora Heyenn erhielt als Spitzenkandidatin der Linken erneut ein Mandat. Nachdem sie bei der konstituierenden Fraktionssitzung nicht als Fraktionsvorsitzende bestätigt wurde, erklärte sie ihren Austritt aus der Fraktion. Sie blieb zunächst Mitglied der Partei Die Linke und trat im November 2015 aus. Seit dem 1. Januar 2018 ist Dora Heyenn Mitglied der SPD-Fraktion. Nebahat Güçlü erhielt ein Mandat über die Landesliste von Bündnis 90/Die Grünen Hamburg. Nach einem parteiinternen Konflikt über einen Wahlkampfauftritt und einem angestrebten Parteiausschluss erklärte Güçlü am 1. April 2015 ihren Austritt aus der Partei. Sie war seitdem fraktions- und parteilose Abgeordnete. Am 10. Februar 2016 erklärte der über die Landesliste der AfD gewählte Ludwig Flocken seinen Austritt aus der AfD-Fraktion. Er war seitdem fraktionsloser Abgeordneter.
Der Fraktionsvorsitzende der AfD Jörn Kruse trat zum 1. November 2018 aus Fraktion und Partei aus.
Im Oktober 2016 änderte die Bürgerschaft mit dem Ziel der Attraktivitätssteigerung ihre Arbeitsstruktur: Neben früherem Sitzungsbeginn und kürzeren Redezeiten für Abgeordnete war eine Senatsfragestunde vorgesehen. Eine Erhöhung der Fraktionsgelder von 2.500 Euro im Monat wurde mit dem gestiegenen Aufwand für Parlamentarische Untersuchungsausschüsse, Enquete-Kommissionen und Gespräche mit Volksinitiativen begründet. Die Maßnahmen sollten bis zum Ende der Legislaturperiode 2020 gelten.
Am 25. November 2016 richtet die Bürgerschaft einen Festakt zu ihrem 70-jährige Bestehen im Großen Festsaal der Hamburger Rathauses aus. Am Festakt nahmen neben 500 Gästen auch die ehemaligen Präsidenten der Bürgerschaft teil. Auch der Bundestagspräsident Norbert Lammert gratulierte mittels Video-Botschaft.
Die Parteien hatten folgende Sitzverteilung:
- SPD: 59 Sitze
- CDU: 20 Sitze
- Grüne: 14 Sitze
- Linke: 10 Sitze
- FDP: 9 Sitze
- AfD: 6 Sitze
- Parteilos: 3 Sitze[95]

### 22. Wahlperiode (2020 bis 2025)
Nach der Bürgerschaftswahl am 23. Februar 2020 fand am 18. März 2020 die konstituierende Sitzung der 22. Bürgerschaft statt. Die Sitzung eröffnete Alterspräsidentin Dagmar Wiedemann (SPD). Mit dem Zusammentreten der neuen Bürgerschaft begann zeitgleich die 22. Wahlperiode. Die Bürgerschaft hatte insgesamt 123 Abgeordnete. Die FDP verfehlte die Fünf-Prozent-Hürde für die Landesliste (siehe § 5 Absatz 2 Gesetz über die Wahl zur Hamburgischen Bürgerschaft – BüWG) und ist damit im Vergleich zu der 21. Wahlperiode in der neuen Bürgerschaft nicht mehr in Fraktions- oder Gruppenstärke vertreten. Im Wahlkreis Blankenese konnte die FDP ein Wahlkreismandat gewinnen, die Abgeordnete mit dem Direktmandat schloss sich jedoch am 11. Juli 2024 der CDU-Fraktion an.
Die Sitze der 22. Bürgerschaft verteilten sich nach der Wahl wie folgt auf die gewählten Parteien:
- SPD: 54 Sitze
- Grüne: 33 Sitze
- CDU: 15 Sitze
- Linke: 13 Sitze
- AfD: 7 Sitze
- FDP: 1 Sitz

In ihrer konstituierenden Sitzung hat die Bürgerschaft Carola Veit (SPD) erneut zur Präsidentin gewählt. Veit erhielt 68 Ja-Stimmen bei einer Gegenstimme und 5 Enthaltungen. Aufgrund der COVID-19-Pandemie waren nur 74 von 123 gewählten Abgeordneten im Plenarsaal des Rathauses anwesend. SPD und Grüne beschlossen eine Neuauflage des rot-grünen Senats.
Aufgrund der Mehrheitsverhältnisse hat die Bürgerschaft für die 22. Wahlperiode u. a. in der Hamburgischen Verfassung und im Gesetz über die Untersuchungsausschüsse der Hamburgischen Bürgerschaft die Minderheitenrechte angepasst; die Minderheitenrechte können bereits von einem Fünftel statt einem Viertel der Mitglieder in Anspruch genommen werden.
In der 35. Sitzung der 22. Wahlperiode am 3. November 2021 würdigte und erinnerte die Präsidentin der Bürgerschaft das 75-jährige Bestehen der Hamburgischen Bürgerschaft, die sich am 30. Oktober 1946 das erste Mal konstituierte. Aufgrund der Corona-Pandemie konnte das Jubiläum nicht mit einem Fest für die Bürger gefeiert werden. Stattdessen informierte die Bürgerschaft über eine Flyer-Aktion und ein multimediales Angebot. So wurde darüber informiert, dass in der 75-jährigen Geschichte der Bürgerschaft insgesamt 1.251 Abgeordnete Mitglied waren, 2.377 Landesgesetze beschlossen wurden, 1.905 Bürgerschaftssitzungen auf 105.700 Protokollseiten festgehalten wurden. Der Flyer ist in Deutsch, Englisch, Türkisch und Arabisch verfasst.
2023 beschloss die Bürgerschaft mehrheitlich, den Einsatz gegen Rassismus, Antisemitismus und gruppenbezogene Menschenfeindlichkeit als Staatsziel in die Präambel der Verfassung aufzunehmen.
Zuletzt war die Sitzverteilung wie folgt:
- SPD: 53 Sitze
- Grüne: 32 Sitze
- CDU: 16 Sitze
- Linke: 11 Sitze
- AfD: 7 Sitze
- fraktionslos: 4 Sitze[109]

### 23. Wahlperiode (seit 2025)
Nach der Bürgerschaftswahl am 2. März 2025 fand am 26. März 2025 die konstituierende Sitzung der 23. Bürgerschaft statt. Die Sitzung eröffnete Alterspräsident Ralf Niedmers (CDU). Mit dem Zusammentreten der neuen Bürgerschaft begann zeitgleich die 23. Wahlperiode. Die Bürgerschaft hat insgesamt 121 Abgeordnete.
Die Sitze der 23. Bürgerschaft verteilten sich nach der Wahl wie folgt auf die gewählten Parteien:
- SPD: 45 Sitze
- CDU: 26 Sitze
- Grüne: 25 Sitze
- Linke: 15 Sitze
- AfD: 10 Sitze

In ihrer konstituierenden Sitzung hat die Bürgerschaft Carola Veit (SPD) erneut zur Präsidentin gewählt. Veit erhielt 102 Ja-Stimmen bei 18 Gegenstimmen.

### Wahlergebnisse seit 1946
Die folgende Tabelle listet die Wahlergebnisse aller Parteien, die mindestens 1 % erreicht haben. Ist die Partei nicht in die Bürgerschaft eingezogen, ist das Ergebnis kleiner gedruckt. Die Parteien, die nach der Wahl den Senat stellten, sind farbig markiert.
Wahlergebnis
| Jahr       | Wahl- beteiligung | SPD  | CDU      | FDP      | DP      | KPD  | Grüne GAL | Linke   | Statt | Schill | AfD  | Andere                               |
| ---------- | ----------------- | ---- | -------- | -------- | ------- | ---- | --------- | ------- | ----- | ------ | ---- | ------------------------------------ |
| 13.10.1946 | 79 %              | 43,1 | 26,7     | 18,2     | –       | 10,4 | –         | –       | –     | –      | –    |                                      |
| 16.10.1949 | 70,5 %            | 42,8 | VBH 34,5 | VBH 34,5 | 13,3    | 07,4 | –         | –       | –     | –      | –    | RSF 2,0                              |
| 01.11.1953 | 80,9 %            | 45,2 | HB 50,0  | HB 50,0  | HB 50,0 | 03,2 | –         | –       | –     | –      | –    |                                      |
| 10.11.1957 | 77,3 %            | 53,9 | 32,3     | 08,6     | 04,1    | –    | –         | –       | –     | –      | –    |                                      |
| 12.11.1961 | 72,3 %            | 57,4 | 29,1     | 09,6     | –       | –    | –         | –       | –     | –      | –    | DFU 2,9                              |
| 27.03.1966 | 69,8 %            | 59,0 | 30,0     | 06,8     | –       | –    | –         | –       | –     | –      | –    | NPD 3,9                              |
| 22.03.1970 | 73,4 %            | 55,3 | 32,8     | 07,1     | –       | –    | –         | –       | –     | –      | –    | NPD 2,7, DKP 1,7                     |
| 03.03.1974 | 80,4 %            | 45,0 | 40,6     | 10,9     | –       | –    | –         | –       | –     | –      | –    | DKP 2,2                              |
| 04.06.1978 | 76,6 %            | 51,5 | 37,6     | 04,8     | –       | –    | BuLi 3,5  | –       | –     | –      | –    | GLU 1,1                              |
| 06.06.1982 | 77,8 %            | 42,7 | 43,2     | 04,9     | –       | –    | 07,7      | –       | –     | –      | –    |                                      |
| 19.12.1982 | 84,0 %            | 51,3 | 38,6     | 02,6     | –       | –    | 06,8      | –       | –     | –      | –    |                                      |
| 09.09.1986 | 77,8 %            | 41,7 | 41,9     | 04,8     | –       | –    | 10,4      | –       | –     | –      | –    |                                      |
| 17.05.1987 | 79,5 %            | 45,0 | 40,5     | 06,5     | –       | –    | 07,0      | –       | –     | –      |      |                                      |
| 02.06.1991 | 66,1 %            | 48,0 | 35,1     | 05,4     | –       | –    | 07,2      | 00,5    | –     | –      | –    | REP 1,2                              |
| 19.09.1993 | 69,6 %            | 40,4 | 25,1     | 04,2     | –       | –    | 13,5      | LA 0,5  | 05,6  | –      | –    | REP 4,8, DVU 2,8, Graue 1,6          |
| 21.09.1997 | 68,7 %            | 36,2 | 30,7     | 03,5     | –       | –    | 13,9      | 00,7    | 03,8  | –      | –    | DVU 4,98, REP 1,8, BFB 1,3           |
| 23.09.2001 | 71,0 %            | 36,5 | 26,2     | 05,1     | –       | –    | 08,6      | 00,4    | –     | 19,4   | –    | Regenbogen 1,7                       |
| 29.02.2004 | 68,7 %            | 30,5 | 47,2     | 02,8     | –       | –    | 12,3      | [ T 7 ] | –     | –      | –    | ProDM 3,1, Regenbogen 1,1, Graue 1,1 |
| 24.02.2008 | 63,5 %            | 34,1 | 42,6     | 04.8     | –       | –    | 09,6      | 06,4    | –     | –      | –    |                                      |
| 20.02.2011 | 57,3 %            | 48,4 | 21,9     | 06,7     | –       | –    | 11,2      | 06,4    | –     | –      | –    | Piraten 2,1                          |
| 15.02.2015 | 56,5 %            | 45,6 | 15,9     | 07,4     | –       | –    | 12,3      | 08,5    | –     | –      | 06,1 | Piraten 1,6                          |
| 23.02.2020 | 63,2 %            | 39,2 | 11,2     | 04,96    | –       | –    | 24,2      | 09,1    | –     | –      | 05,3 | PARTEI 1,4, Volt 1,3                 |
| 02.03.2025 | 67,6 %            | 33,5 | 19,8     | 02,3     | –       | –    | 18,5      | 11,2    | –     | –      | 07,5 | Volt 3,2, BSW 1,8                    |

Fußnoten
1. ↑  1978 Bunte Liste – Wehrt euch, ab 1981 Grün-Alternative Liste, ab 1986 als Landesverband der Die Grünen (ab 1993 Bündnis 90/Die Grünen), ab 2015 Bündnis 90/Die Grünen Hamburg
2. ↑  bis 2004 PDS
3. ↑  CDU, DP und DKonP schlossen sich dem VBH an
4. ↑  CDU, DP, FDP und BHE schlossen sich zum Hamburg-Block zusammen
5. ↑  Die Bunte Liste ging 1981 in der GAL auf
6. ↑  Linke Alternative – Wehrt Euch, Bündnis von PDS, DKP, MLPD und anderen kommunistischen Organisationen
7. ↑  verzichtete zugunsten von Regenbogen – Für eine neue Linke
8. ↑  Die FDP scheiterte knapp an der 5%-Hürde, ist jedoch aufgrund eines Wahlkreismandates in der Bürgerschaft vertreten

## Abgeordnete

### Mindestanzahl an Abgeordneten
Artikel 6 Absatz 2 der Verfassung der Freien und Hansestadt Hamburg vom 6. Juni 1952 (HV) schreibt eine Mindestanzahl von 120 Abgeordneten in der Hamburgischen Bürgerschaft vor. Die von der Verfassung vorgeschriebene Mindestanzahl an Abgeordneten kann auch überschritten werden und geschieht grundsätzlich durch sogenannte Überhang- und Ausgleichsmandate.
Abgeordnete der Hamburgischen Bürgerschaft werden seit 2015 für 5 Jahre gewählt (vgl. Art. 10 Abs. 1 Satz 1 HV).
Sitzverteilung seit 1946
Die folgende Tabelle listet die Sitzverteilungen in den Bürgerschaften jeweils direkt nach den Wahlen.
| Jahr    | Sitze | SPD | CDU              | FDP              | Grüne | Linke | AfD | Andere             |
| ------- | ----- | --- | ---------------- | ---------------- | ----- | ----- | --- | ------------------ |
| 1946    | 110   | 83  | 16               | 07               | –     | –     | –   | KPD 4              |
| 1949    | 120   | 65  | VBH 40           | VBH 40           | –     | –     | –   | DP 9, KPD 5, RSF 1 |
| 1953    | 120   | 58  | Hamburg-Block 62 | Hamburg-Block 62 | –     | –     | –   |                    |
| 1957    | 120   | 69  | 41               | 10               | –     | –     | –   |                    |
| 1961    | 120   | 72  | 36               | 12               | –     | –     | –   |                    |
| 1966    | 120   | 74  | 38               | 08               | –     | –     | –   |                    |
| 1970    | 120   | 70  | 41               | 09               | –     | –     | –   |                    |
| 1974    | 120   | 56  | 51               | 13               | –     | –     | –   |                    |
| 1978    | 120   | 69  | 51               | –                | –     | –     | –   |                    |
| 1982 I  | 120   | 55  | 56               | –                | 09    | –     | –   |                    |
| 1982 II | 120   | 64  | 48               | –                | 08    | –     | –   |                    |
| 1986    | 120   | 53  | 54               | –                | 13    | –     | –   |                    |
| 1987    | 120   | 55  | 49               | 08               | 08    | –     | –   |                    |
| 1991    | 121   | 61  | 44               | 07               | 09    | –     | –   |                    |
| 1993    | 121   | 58  | 36               | –                | 19    | –     | –   | Statt 8            |
| 1997    | 121   | 54  | 46               | –                | 21    | –     | –   |                    |
| 2001    | 121   | 46  | 33               | 06               | 11    | –     | –   | Schill 25          |
| 2004    | 121   | 41  | 63               | –                | 17    | –     | –   |                    |
| 2008    | 121   | 45  | 56               | –                | 12    | 08    | –   |                    |
| 2011    | 121   | 62  | 28               | 09               | 14    | 08    | –   |                    |
| 2015    | 121   | 58  | 20               | 09               | 15    | 11    | 08  |                    |
| 2020    | 123   | 54  | 15               | 01               | 33    | 13    | 07  |                    |
| 2025    | 121   | 45  | 26               | –                | 25    | 15    | 10  |                    |

### Freies Mandat
Hamburger Abgeordnete sind gemäß Art. 7 Absatz 1 Satz 2 HV weder an Aufträge noch an Weisungen gebunden; man spricht auch vom sogenannten freien Mandat.

### Rechte/Mandatsausstattung
Der amtliche Namenszusatz für die Mitglieder der Hamburgischen Bürgerschaft lautet MdHB (Mitglied der Hamburgischen Bürgerschaft). Näheres zu den Rechten des (Abgeordneten-)Mandats regelt die Verfassung der Freien und Hansestadt Hamburg vom 6. Juni 1952, das Hamburgisches Abgeordnetengesetz vom 21. Juni 1996 und die GO der Hamburgischen Bürgerschaft.

### Trennung von Amt und Mandat
Die Verfassung der Freien und Hansestadt Hamburg schreibt gemäß Art. 39 HV die Trennung von Amt und Mandat vor. Mitglieder der Hamburgischen Bürgerschaft müssen demnach ihr Mandat ruhen lassen sobald sie Mitglied des Senats (Landesregierung) werden. (vgl. Art. 39 Abs. 1 und Abs. 2 HV)

### Entgelte und Leistungen
Die finanziellen Aufwendungen für die Mitglieder der Hamburgischen Bürgerschaft regelt das Hamburgische Abgeordnetengesetz. In diesem Gesetz sind sämtliche Entgelte, Aufwandsentschädigungen, Sitzungsgelder, die Alters- und Hinterbliebenenversorgung sowie weitere Sonderzahlungen, Zuschüsse und Ansprüche festgelegt und einzusehen. Informationen zur Entwicklung und Höhe der Hamburger Diäten sind im Artikel Abgeordnetenentschädigung aufgeführt.

### Listen der Mitglieder der Hamburgischen Bürgerschaft
Eine Auflistung der Mitglieder der Hamburgischen Bürgerschaft findet sich in der Liste von Listen der Mitglieder der Hamburgischen Bürgerschaft.

## Organe
Zu den Organen der Bürgerschaft gehören der Präsident als höchster Repräsentant der Bürgerschaft, das Präsidium und der Ältestenrat als unterstützende Gremien des Präsidenten, das Plenum, die Fraktionen sowie die Ausschüsse.

### Plenum
Das Plenum, also die Vollversammlung aller Abgeordneten, ist das höchste Beschlussorgan der Hamburgischen Bürgerschaft.
Die wichtigsten Funktionen des Plenums sind:
- die Gesetzgebung,
- die Wahl des Ersten Bürgermeisters,
- die Bestätigung des vom Ersten Bürgermeister vorgeschlagenen Senats,
- die Kontrolle des Senats und
- die Beschlussfassung über den Haushalt (Budgetrecht).

### Präsident bzw. Präsidentin

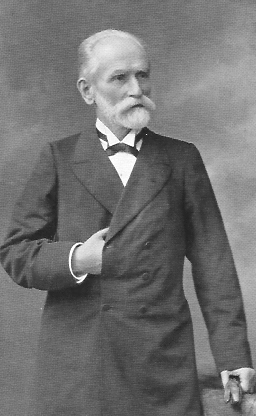
Erster Präsident der gewählten Bürgerschaft: Johannes Versmann

Die Bürgerschaft hat seit 1859 einen Präsidenten bzw. eine Präsidentin. Er bzw. Sie wird nach jeder Bürgerschaftswahl neu durch die Hamburgische Bürgerschaft gewählt und repräsentiert sie nach außen. Unterstützt vom Präsidium leitet der Präsident bzw. die Präsidentin die Sitzungen der Bürgerschaft. Seine bzw. ihre Amtszeit endet grundsätzlich mit dem Ende der Wahlperiode der Bürgerschaft, eine Wiederwahl ist möglich. Es ist von Anfang an parlamentarischer Brauch, dass die stärkste Fraktion in der Bürgerschaft das Vorschlagsrecht für das Amt des Präsidenten bzw. der Präsidentin hat. Dem Präsidenten bzw. der Präsidentin standen bis zum Ende der 16. Wahlperiode (2001) zwei Vizepräsidenten zur Seite. Seit Beginn der 17. Wahlperiode richtet sich die Anzahl der Vizepräsidenten nach der Anzahl der Fraktionen.
Der Präsident bzw. die Präsidentin hat das Hausrecht der Hamburgischen Bürgerschaft inne, das heißt, er bzw. sie sorgt für die Einhaltung der Geschäftsordnung der Bürgerschaft und die Würde des Hauses. Er bzw. sie besucht wichtige Veranstaltungen der Stadt, hält Reden und Ansprachen im Namen der Bürgerschaft. Ihm bzw. ihr untersteht die Bürgerschaftskanzlei, eine „Service-Zentrale“ für alle Abgeordneten des Parlaments. In der ersten Sitzung übernimmt die Aufgabe des gewählten Präsidenten der Alterspräsident bzw. die Alterspräsidentin. Er oder sie ist das an Lebensjahren älteste Mitglied der Bürgerschaft.
Siehe auch: Liste der Präsidenten der Hamburgischen Bürgerschaft

### Das Präsidium

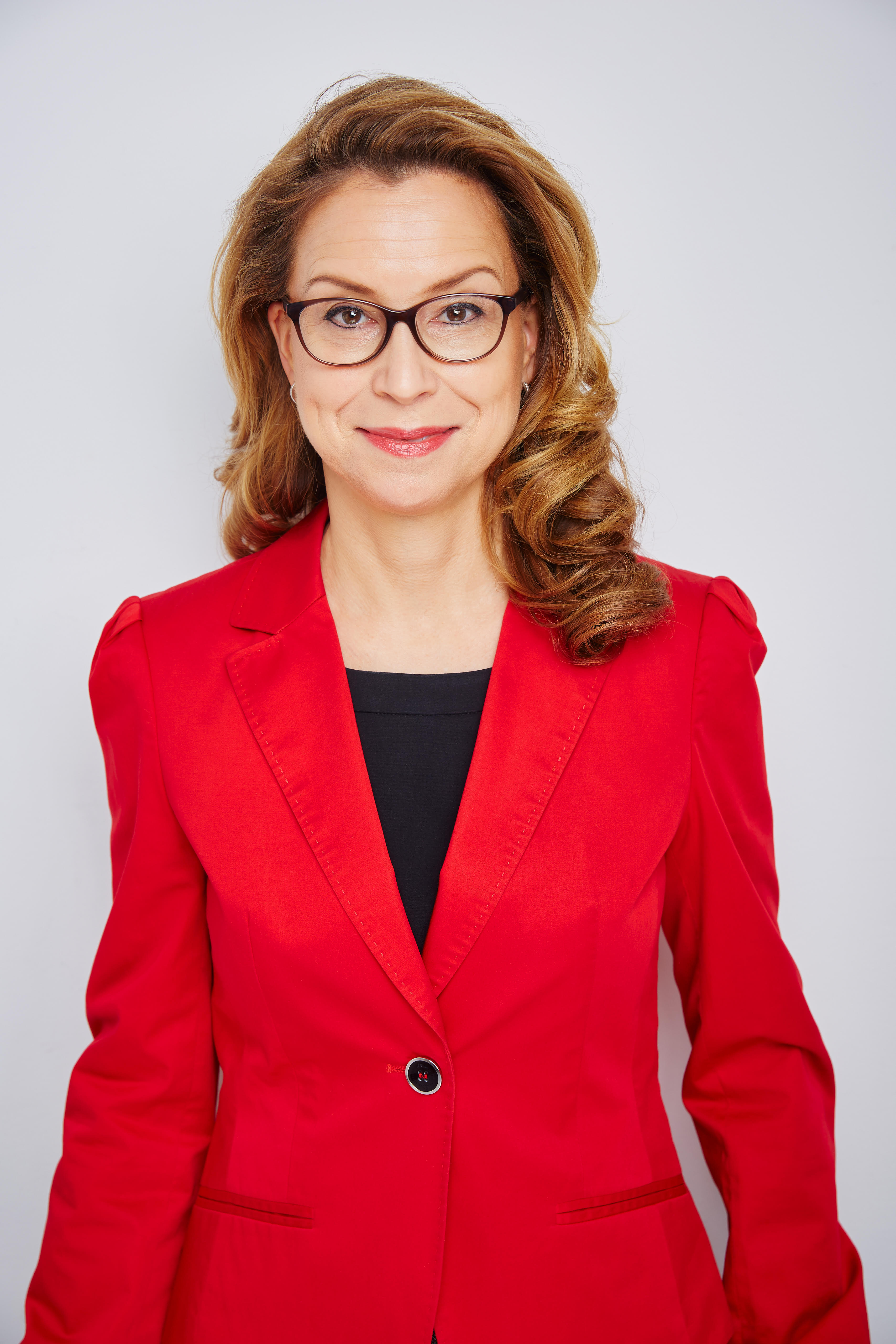
Carola Veit, Präsidentin der Hamburgischen Bürgerschaft

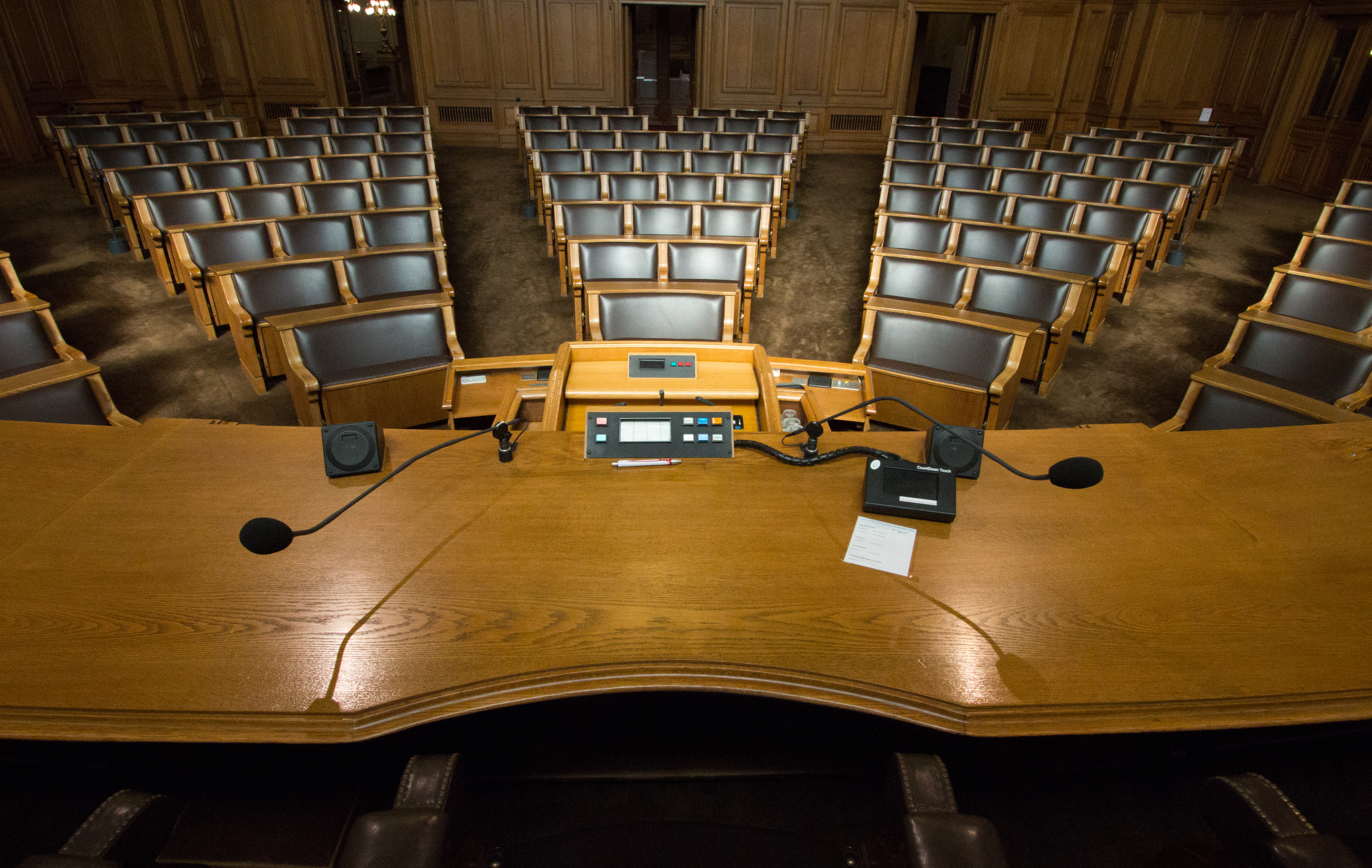
Blick des Sitzungspräsidenten in den Plenarsaal

Die Präsidentin ist die Repräsentantin der Bürgerschaft. Sie wird für die Dauer einer Wahlperiode gewählt. Nach parlamentarischem Brauch hat die stärkste Fraktion das Vorschlagsrecht für dieses Amt. Seit dem 23. März 2011 ist Carola Veit (SPD) Präsidentin der Hamburgischen Bürgerschaft. Die Hauptaufgabe des Präsidiums ist die Unterstützung der Präsidentin in der Führung der parlamentarischen Geschäfte sowie der Verwaltung. In der Vergangenheit hatten nicht alle Fraktionen, die in der Bürgerschaft vertreten waren, einen Sitz im Präsidium inne. In der 14. Wahlperiode zum Beispiel waren neben der CDU und SPD (die das Präsidium alleine stellten) auch die FDP und die GAL im Parlament vertreten. Auch in der aktuellen Legislatur sind nicht alle Fraktionen im Präsidium vertreten, neben den Bürgerschaftsfraktionen von SPD, Grünen, CDU und Linken (die das Präsidium stellen) ist auch die AfD-Fraktion Hamburg in der Bürgerschaft vertreten.
Derzeit sind André Trepoll (CDU), Mareike Engels (Bündnis 90/Die Grünen) und Deniz Çelik (Die Linke) Vizepräsidenten der Bürgerschaft.
Das Präsidium wird nach Zusammentritt einer neu gewählten Bürgerschaft für die Dauer der gesamten Wahlperiode gewählt.

### Der Ältestenrat
Der Ältestenrat ist ein Gremium, das im Gegensatz zum Präsidenten und Präsidium nicht in der Verfassung verankert ist. Trotzdem ist der Ältestenrat aber eine feste Institution innerhalb des Hamburger Parlaments.
Die Hauptaufgaben sind die Unterstützung der Präsidentin oder des Präsidenten sowie des Präsidiums und eine überfraktionelle Verständigung über Themen der Bürgerschaft. Es werden im Ältestenrat unter anderem die Tagesordnungspunkte, der technische Sitzungsablauf und das Arbeitsprogramm verabredet. Zudem ist der Rat für den Präsidenten als beratende Instanz tätig und wirkt auf eine Verständigung bei der Besetzung von Vorsitzenden und Schriftführern der Ausschüsse hin. Das Gremium besteht aus der Präsidentin oder dem Präsidenten, den Vizepräsidenten sowie weiteren von den Fraktionen benannten Mitgliedern.

### Ausschüsse
Bei den parlamentarischen Ausschüssen wird zwischen sog. Ständigen und Nichtständigen (Fach-)Ausschüsse unterschieden. (vgl. §§ 52 ff GO Hamburgische Bürgerschaft vom 2. März 2015)

#### Ständige Ausschüsse
Ständige Fachausschüsse werden am Anfang einer Wahlperiode auf Vorschlag des Ältestenrats durch das Plenum eingesetzt und die Anzahl der Mitglieder bestimmt. Die Anzahl der Mitglieder wird dadurch festgelegt, dass jede Fraktion mindestens ein Mitglied im Ausschuss sitzen haben sollte und gleichzeitig die Mehrheitsverhältnisse widergespiegelt werden sollen.
Grundsätzlich haben die Ausschüsse die Aufgabe, Beschlüsse der Bürgerschaft, also des Plenums, vorzubereiten (vgl. § 52 Absatz 1 GO Hamb. Bürgerschaft). Näheres zu den Aufgaben und Grenzen ihrer Tätigkeit regelt § 53 GO Hamb. Bürgerschaft.
Jeder Ausschuss kann im Rahmen seiner Befassung mit einem Thema Anhörungen durchführen. Dabei werden entweder Sachverständige befragt (Expertenanhörung) oder es kommen im Rahmen einer öffentlichen Anhörung Bürger zu Wort, die zum Gegenstand der Beratungen sachliche Auskunft geben wollen.
Die Ausschüsse müssen der Bürgerschaft über ihre Beratungen Bericht erstatten (vgl. § 61 GO Hamb. Bürgerschaft). Die Berichterstattung ist an formale Kriterien gebunden. So hat die Berichterstattung schriftlich zu erfolgen und muss eine Beschlussempfehlung enthalten (vgl. § 61 Abs. 1 Satz 1 GO Hamb. Bürgerschaft). Weitere Voraussetzungen finden sich in § 61 Abs. 2 bis 6 GO Hamb. Bürgerschaft.
Die Ausschüsse tagen gemäß § 56 Abs. 1 Satz 1 GO Hamb. Bürgerschaft grundsätzlich öffentlich.
Jeder Ausschuss kann sogenannte Unterausschüsse einsetzen. Diese Ausschüsse können aus einem Hauptausschuss heraus eingesetzt werden, aber auch von mehreren Ausschüssen eingesetzt werden, wenn beispielsweise eine Vorlage durch die Bürgerschaft an mehrere Ausschüsse verwiesen wurde.
In der 22. Wahlperiode gibt es 20 Ständige Ausschüsse.

#### Nichtständige Ausschüsse
Die Bürgerschaft kann auch sog. Nichtständige Ausschüsse einsetzen. Dazu gehören Parl. Untersuchungsausschüsse und Sonderausschüsse.

##### Untersuchungsausschüsse
Die Bürgerschaft hat das Recht, einen Untersuchungsausschuss einzusetzen.
Auf Antrag eines Viertels der Mitglieder muss die Hamburgische Bürgerschaft einen (Parlamentarischen) Untersuchungsausschuss einrichten (vgl. Art. 26 Abs. 1 Satz 1 Verfassung der Freien und Hansestadt Hamburg vom 6. Juni 1952). Es wird in diesem Zusammenhang vom sog. Minderheitenrecht gesprochen.

##### Sonderausschüsse
Gemäß § 52 Abs. 3 BürgGO HA 2015 kann die Hamburgische Bürgerschaft für einzelne Angelegenheiten Sonderausschüsse einsetzen.
In der 22. Wahlperiode hatte die Bürgerschaft den Sonderausschuss „Bewältigung der Corona-Krise“ eingesetzt.

#### Enquete-Kommissionen
Die Bürgerschaft hat auch die Möglichkeit, Enquete-Kommissionen einzusetzen. Auf Antrag eines Fünftels der Mitglieder wird eine Enquete-Kommission eingerichtet (vgl. Art. 27 Abs. 1 Satz 1 Verfassung der Freien und Hansestadt Hamburg vom 6. Juni 1952). Neben den Abgeordneten sind auch Nicht-Mitglieder der Bürgerschaft als Sachverständige in der Enquete-Kommission vertreten (vgl. Art. 27 Abs. 1 Satz 2 Verfassung der Freien und Hansestadt Hamburg vom 6. Juni 1952).

### Fraktionen
Die Fraktionen sind gemäß § 1 Abs. 1 Satz 1 Fraktionsgesetz vom 20. Juni 1996 mit eigenen Rechten und Pflichten ausgestattete selbständige Einrichtungen in der Bürgerschaft, zu denen sich Mitglieder der Bürgerschaft in Ausübung des freien Mandats zur dauerhaften Verfolgung gemeinsamer politischer Interessen zusammengeschlossen haben. Sie sind rechtsfähig und gehören nicht der öffentlichen Verwaltung an (vgl. § 1 Abs. 3 Fraktionsgesetz vom 20. Juni 1996).
Sie haben unter anderem die Aufgabe, an der Parlamentsarbeit mitzuwirken und dienen der politischen Willensbildung (vgl. § 1 Abs. 2 Satz 1 Fraktionsgesetz). Näheres ist im (Hamburger) Fraktionsgesetz vom 20. Juni 1996 geregelt.

## Verwaltung (Bürgerschaftskanzlei)
Die Verfassung der Freien und Hansestadt Hamburg stattet die Hamburgische Bürgerschaft als Landesparlament mit einer eigenen Verwaltung aus (vgl. Art. 18 Abs. 2 Halbsatz 2 Verfassung der Freien und Hansestadt Hamburg). Die Parlamentsverwaltung in der Hamburgischen Bürgerschaft heißt (traditionell) Bürgerschaftskanzlei.
Oberste Dienstbehörde der Beamtinnen und Beamten der Bürgerschaft ist, anders als bei anderen Landesbeamtinnen und Landesbeamten der FHH, nicht der Senat, sondern die Präsidentin oder der Präsident der Bürgerschaft. Geleitet wird die Bürgerschaftskanzlei seit dem 15. Februar 2013 vom Direktor der Bürgerschaftskanzlei Johannes Düwel mit einer Besoldungsgruppe B6. Im Vergleich zum Amt des Direktors der Bundestages ist die Direktorin bzw. der Direktor der Bürgerschaftskanzlei kein politischer Beamter.
Die Bürgerschaftskanzlei hat zirka 120 Mitarbeiter und unterteilt sich in den Präsidialbereich, der Abteilung A (Zentrale Dienste und Informationen), der Abteilung B (Plenum und Gremien) und Abteilung K (Veranstaltungen, Medien und Informationsdienste) sowie Bereich J (Justiziariat und Datenschutzbeauftragte Bürgerschaftskanzlei).
Die Bürgerschaftskanzlei ist u. a. zuständig für die Organisation und Durchführung der Plenar- und Ausschusssitzungen der Hamburgischen Bürgerschaft.